# Gustav Mahler
Gustav Mahler (Kaliště, Reino de Bohemia en la actual República Checa, Imperio austríaco, 7 de julio de 1860-Viena, Imperio austrohúngaro, 18 de mayo de 1911) fue un compositor y director de orquesta austro-bohemio cuyas obras se consideran, junto con las de Richard Strauss, las más importantes del posromanticismo.
En la primera década del siglo XX, Gustav Mahler fue uno de los más importantes directores de orquesta y de ópera de su momento. Después de graduarse en el Conservatorio de Viena en 1878, fue sucesivamente director de varias orquestas cada vez más importantes en diversos teatros de ópera europeos, llegando en 1897 a la que entonces se consideraba la más notable: la dirección de la Ópera de la Corte de Viena (Hofoper). Durante sus diez años en la capital austriaca, Mahler —judío converso al catolicismo— sufrió la oposición y hostilidad de la prensa antisemita. Sin embargo, gracias a sus innovadoras producciones y a la insistencia en los más altos niveles de representación, se granjeó el reconocimiento como uno de los más grandes directores de ópera, particularmente como intérprete de las óperas de Richard Wagner y de Wolfgang Amadeus Mozart. Posteriormente, fue director de la Metropolitan Opera House y de la Orquesta Filarmónica de Nueva York.
Como compositor, centró sus esfuerzos en la forma sinfónica y en el lied. La Segunda, Tercera, Cuarta y Octava sinfonías y Das Lied von der Erde (La canción de la Tierra) conjugaron en sus partituras ambos géneros. Él mismo advertía que componer una sinfonía era «construir un mundo con todos los medios posibles», por lo que sus obras en este campo se caracterizan por una amplísima heterogeneidad. Introdujo elementos de distinta procedencia como melodías populares, marchas, fanfarrias militares, mediante un uso personal del acorde, entrecortando o alargando inusitadamente las líneas melódicas, acoplados o yuxtapuestos en el interior del marco formal que absorbió de la tradición clásica vienesa. Sus obras sinfónicas adquirieron desmesuradas proporciones e incluían armonías disonantes que sobrepasan el cromatismo utilizado por Wagner en su Tristán e Isolda. La apariencia del desorden que resultaba, con el esfuerzo extra que demandaba reconocer alguna formalidad «clásica» en su estructura, generó la incomprensión de su música, atrayéndole una hostilidad casi general, pese al apoyo de una minoría entusiasta entre la que se contaban los miembros de la Segunda Escuela de Viena, que lo tenían por su más directo precursor.
De entre su obra, cabe señalar sus nueve sinfonías terminadas (diez, si se incluyen los bosquejos de la Décima) y varios ciclos de canciones o lieder. Sus principales colecciones de canciones son: Lieder eines fahrenden Gesellen (Canciones de un compañero errante); el ciclo Des Knaben Wunderhorn (El cuerno mágico del muchacho), basado en una recopilación de cantos populares alemanes; Kindertotenlieder (Canciones a los niños muertos) y las canciones Rückert-Lieder, basándose en ambos casos en los textos del poeta alemán Friedrich Rückert; también, la renovadora síntesis de sinfonía-ciclo de canciones Das Lied von der Erde, con letra de poemas traducidos del chino al alemán.
La revalorización de Mahler fue lenta, al igual que la de Anton Bruckner, y se vio retrasada a causa de su gran originalidad y del auge del nazismo en Alemania y Austria, pues su condición de judío catalogó a su obra como «degenerada» y «moderna». Lo mismo sucedió con otros compositores, caídos en desgracia en el Tercer Reich. Solo al final de la Segunda Guerra Mundial y por la decidida labor de directores como Bruno Walter, Otto Klemperer y, más tarde, Bernard Haitink o Leonard Bernstein, su música empezó a interpretarse con más frecuencia en el repertorio de las grandes orquestas, encontrándose entre los compositores más destacados en la historia de la música.

## Biografía

### Primeros años (1860-1880)

#### Antecedentes familiares
La familia Mahler provenía del este de Bohemia y era de origen humilde (la abuela del compositor había sido una vendedora ambulante). Bohemia pertenecía en aquella época al Imperio austríaco (actual República Checa) y los Mahler figuraban en la minoría germanoparlante bohemia y judía. Con estos antecedentes, el futuro compositor desarrolló un permanente sentimiento de exilio y desubicación, sintiéndose «siempre un intruso, nunca bien recibido». Bernhard Mahler, hijo de un vendedor ambulante y padre del compositor, se situó entre la pequeña burguesía al convertirse en cochero y más tarde en posadero. Compró una modesta casa en el pueblo de Kaliště (en alemán Kalischt) y se casó en 1857 con Marie Hermann, de diecinueve años e hija de un fabricante de jabón. Al año siguiente, Marie dio a luz al primero de los catorce hijos del matrimonio: Isidor, que murió en su infancia. Dos años después, el 7 de julio de 1860, nació su segundo hijo, Gustav.

#### Infancia

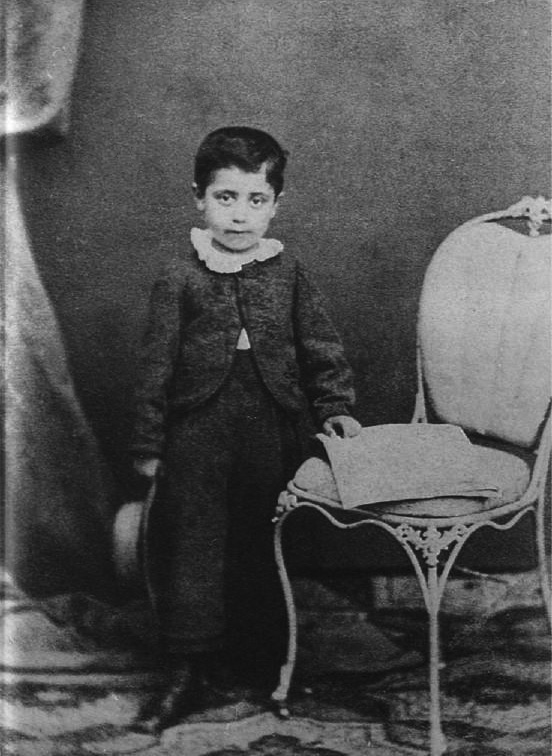
Gustav Mahler, a los seis años.

En diciembre de 1860, Bernhard Mahler se trasladó con su mujer e hijo a la ciudad de Jihlava, donde construyó una exitosa destilería y una taberna. La familia creció rápidamente, aunque de los doce hijos que nacieron después de Gustav sólo seis sobrevivieron. Jihlava era entonces una próspera ciudad comercial de 20 000 habitantes, en la que Gustav se introdujo en la música a través de las canciones callejeras, la música del baile, las melodías populares y los toques de trompeta y marchas de las bandas militares locales. Todos estos elementos contribuirían posteriormente a su maduro vocabulario musical.
Uno de los acontecimientos que más determinaron su futuro fue el descubrimiento de un piano en la casa de sus abuelos en Bohemia cuando tenía cuatro años, instrumento que comenzó a tocar inmediatamente. Desarrolló su habilidad en la interpretación del instrumento suficientemente como para ser considerado un Wunderkind (niño prodigio) y dio su primer recital público en el teatro municipal cuando tenía diez años. Bernhard Mahler tenía gustos artísticos e incentivó el aún incipiente talento musical de su hijo. Permitió que el futuro compositor comenzara a recibir las primeras lecciones de piano y de teoría musical cuando contaba cinco años de edad. Su hijo no tardó en dar muestras de que estaba naturalmente dotado para este arte: un año después compuso un lied y una polka con una marcha fúnebre introductoria. Sus primeros profesores fueron Franz Viktorin, primer maestro de capilla del teatro de Jihlava; el violinista Johannes Brosch; el contrabajista Jakob Sladky y, finalmente, Heinrich Fischer, director de un coro masculino local.
Aunque Gustav quería hacer música, sus informes escolares en el gymnasium local lo retrataban como de mente distraída y poco fiable en el trabajo académico. En 1871, con la esperanza de mejorar los resultados del chico, su padre lo envió al New Town Gymnasium en Praga, pero Gustav no era feliz allí y pronto regresó a Jihlava. En 1874, sufrió la amarga pérdida de su hermano menor, Ernst, fallecido tras una larga enfermedad. Mahler trató de expresar sus sentimientos en la música. Con la ayuda de su amigo Josef Steiner comenzó a trabajar en una ópera, Herzog Ernst von Schwaben (Duque Ernst de Suabia) en homenaje a su difunto hermano. No se conserva ni la música ni el libreto de esta obra.

#### Etapa como estudiante

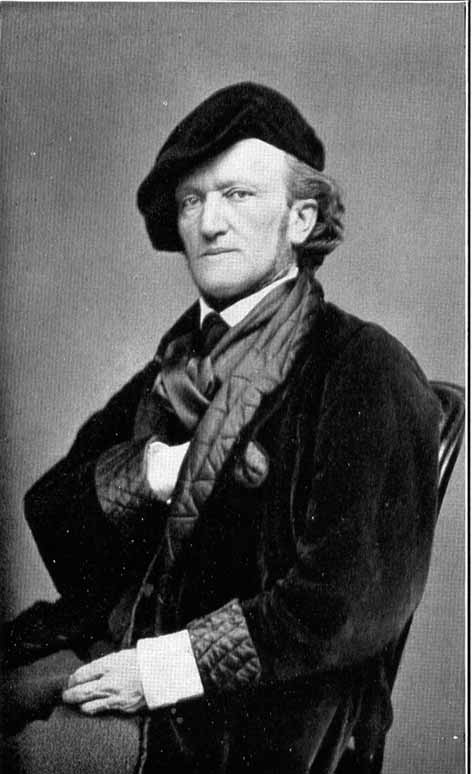
La influencia de Richard Wagner fue importante durante los años de estudiante de Mahler. Posteriormente se convirtió en un destacado intérprete de sus obras.

Bernhard Mahler manifestó su apoyo a las ambiciones de su hijo para tener una carrera musical y accedió a que el chico fuera enviado al Conservatorio de Viena. El renombrado pianista Julius Epstein escuchó al joven Mahler y lo aceptó para el curso de 1875-1876. Hizo buenos progresos en sus estudios de piano con Epstein y ganó premios al final de cada uno de sus dos primeros años allí. Durante su último año, 1877-1878, se concentró en el estudio de la composición y armonía con Robert Fuchs y Franz Krenn. Se conservan pocas de sus composiciones de esta época, salvo la que se considera uno de sus primeros intentos serios de composición, el Cuarteto para piano. Muchas de esas composiciones fueron abandonadas cuando se sintió insatisfecho con ellas. Destruyó un movimiento sinfónico que había preparado para una competición, después de su desdeñoso rechazo por parte del director Joseph Hellmesberger debido a unos errores de copia. Mahler pudo tener su primera experiencia como director con los estudiantes de la orquesta del Conservatorio, en ensayos y representaciones, aunque su principal papel en dicha orquesta fue como percusionista.
Entre los compañeros de Mahler en el Conservatorio se encontraba el futuro compositor Hugo Wolf, con quien mantuvo una estrecha amistad. Wolf no estaba capacitado para soportar la estricta disciplina de la institución y fue expulsado. Mahler, aunque a veces fue rebelde, evitó el mismo destino únicamente escribiendo una carta de disculpas a Hellmesberger. Asistió a conferencias ocasionales de Anton Bruckner y, aunque formalmente nunca fue su alumno, estuvo influido por él. El 16 de diciembre de 1877, asistió al desastroso estreno de la Tercera sinfonía de Bruckner, en el que el compositor dio gritos y la mayor parte del público se marchó. Mahler y otros estudiantes afines prepararon una versión para piano de la sinfonía, que fue presentada a Bruckner. Junto con muchos estudiantes de su generación, Mahler estuvo influido por Richard Wagner, aunque su principal interés fue el sonido de la música en lugar de la escenificación. Se desconoce si vio alguna de las óperas de Wagner durante sus años de estudiante.
Mahler abandonó el Conservatorio en 1878 con un diploma, pero sin la prestigiosa medalla de plata que otorgaba la institución por logros destacados. Entonces se inscribió en la Universidad de Viena (por insistencia de su padre se estableció y pasó con dificultad la Matura) y recibió clases que reflejaron sus intereses en el desarrollo de la literatura y la filosofía. Después de abandonar la Universidad en 1879, Mahler ganó algún dinero como profesor de piano, continuó componiendo y en 1880 acabó una cantata dramática, Das klagende Lied (La canción del lamento). Esta, su primera obra sustancial, tiene muestras de las influencias de Wagner y Bruckner, pero incluye muchos elementos musicales que el musicólogo Deryck Cooke describe como «puro Mahler». Su primera representación no se produjo hasta 1901, presentada en una forma revisada y abreviada. Participó con la obra en un concurso de composición; con esto, planeaba decidir si dedicarse a la composición o a la dirección de ópera. El jurado era muy conservador, tenía como presidente a Johannes Brahms y las ideas innovadoras de Mahler, incluyendo una pequeña orquesta fuera de escena, no los convencieron y, por tanto, no ganó.
Mahler desarrolló interés por la filosofía alemana, y su amigo Siegfried Lipiner lo introdujo en las obras de Arthur Schopenhauer, Friedrich Nietzsche, Gustav Theodor Fechner y Rudolf Hermann Lotze. Estos pensadores continuaron influyendo al compositor y su música mucho después. El biógrafo Jonathan Carr afirma que la cabeza del compositor «no sólo estaba llena del sonido de las bandas bohemias, toques de trompeta y marchas, corales de Bruckner y sonatas de Schubert. También estaba palpitante con los problemas de la filosofía y metafísica que había tratado de resolver, con Lipiner».

### Inicios como director (1880-1887)

#### Primeros trabajos

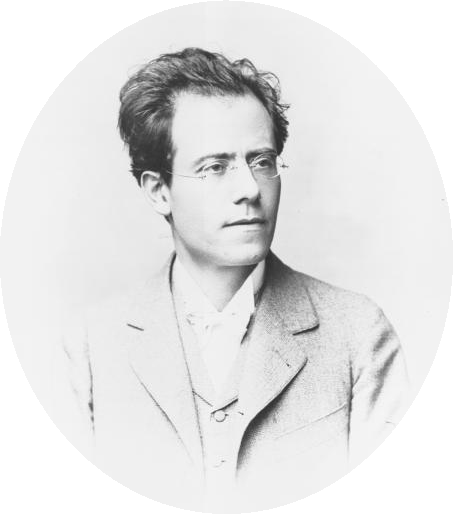
Mahler hacia 1890, a sus treinta años.

En el verano de 1880 Mahler tuvo su primer trabajo como director de orquesta profesional, en un pequeño teatro en la ciudad balneario de Bad Hall, al sur de Linz. El repertorio estaba formado exclusivamente por operetas; en palabras de Carr, fue «un trabajo un poco triste», que Mahler aceptó sólo después de que Julius Epstein le dijera que su trabajo pronto mejoraría. En 1881 fue nombrado director en el Landestheater de Liubliana (en esa época llamada Laibach, en Eslovenia), donde la compañía, pequeña, pero con recursos, estaba preparada para intentar obras más ambiciosas. Allí, Mahler dirigió su primera ópera a gran escala, Il trovatore de Verdi, una de las más de 50 que presentó durante esa época en la ciudad. Después de permanecer seis meses en dicho cargo, regresó a Viena y trabajó a tiempo parcial como maestro del coro del Carltheater de la ciudad.
En enero de 1883 Mahler se convirtió en director de un destartalado teatro de Olomouc. Posteriormente escribió: «Desde el momento en que crucé el umbral del teatro de Olomouc me sentí como uno que espera la ira de Dios». A pesar de la pobre relación con la orquesta, Mahler llevó cinco óperas nuevas al teatro, incluyendo Carmen de Bizet, y se ganó a la prensa que inicialmente había sido hostil con él. Después de una semana a prueba en el Teatro Real de Kassel, Mahler se convirtió en el «director coral y musical» del teatro, cargo que ocupó desde agosto de 1883. El título ocultaba la realidad de que estaba subordinado al maestro de capilla, Wilhelm Treiber, que estaba disgustado con él y se propuso hacer su vida miserable. A pesar de la atmósfera desagradable, Mahler tuvo momentos de éxito en la ciudad. Dirigió la representación de su ópera favorita, Der Freischütz de Weber, y el 23 de junio de 1884 dirigió su propia música incidental para la obra de teatro Der Trompeter von Säkkingen (El trompetista de Säkkingen) de Josef Viktor von Scheffel, la primera representación pública profesional de una obra del compositor. Una ardiente, pero finalmente no culminada relación sentimental con la soprano Johanna Richter hizo que Mahler escribiera una serie de poemas de amor que se convirtieron en el texto de su ciclo de canciones Lieder eines fahrenden Gesellen (Canciones de un compañero de viaje).
En enero de 1884 el distinguido director Hans von Bülow llevó a la Orquesta de la corte de Meiningen a Kassel y ofreció dos conciertos. Con la esperanza de escapar de su trabajo en el teatro, Mahler buscó sin éxito un puesto como asistente permanente de Büllow. Sin embargo, al año siguiente sus esfuerzos para encontrar un nuevo empleo resultaron en un contrato de seis años en la prestigiosa Ópera de Leipzig, que comenzaría en 1886. No estaba dispuesto a permanecer en Kassel un año más, así que renunció en julio de 1885 y con mucha suerte le ofrecieron un puesto en reserva como director del Neues Deutsches Theater de Praga.

#### Praga y Leipzig

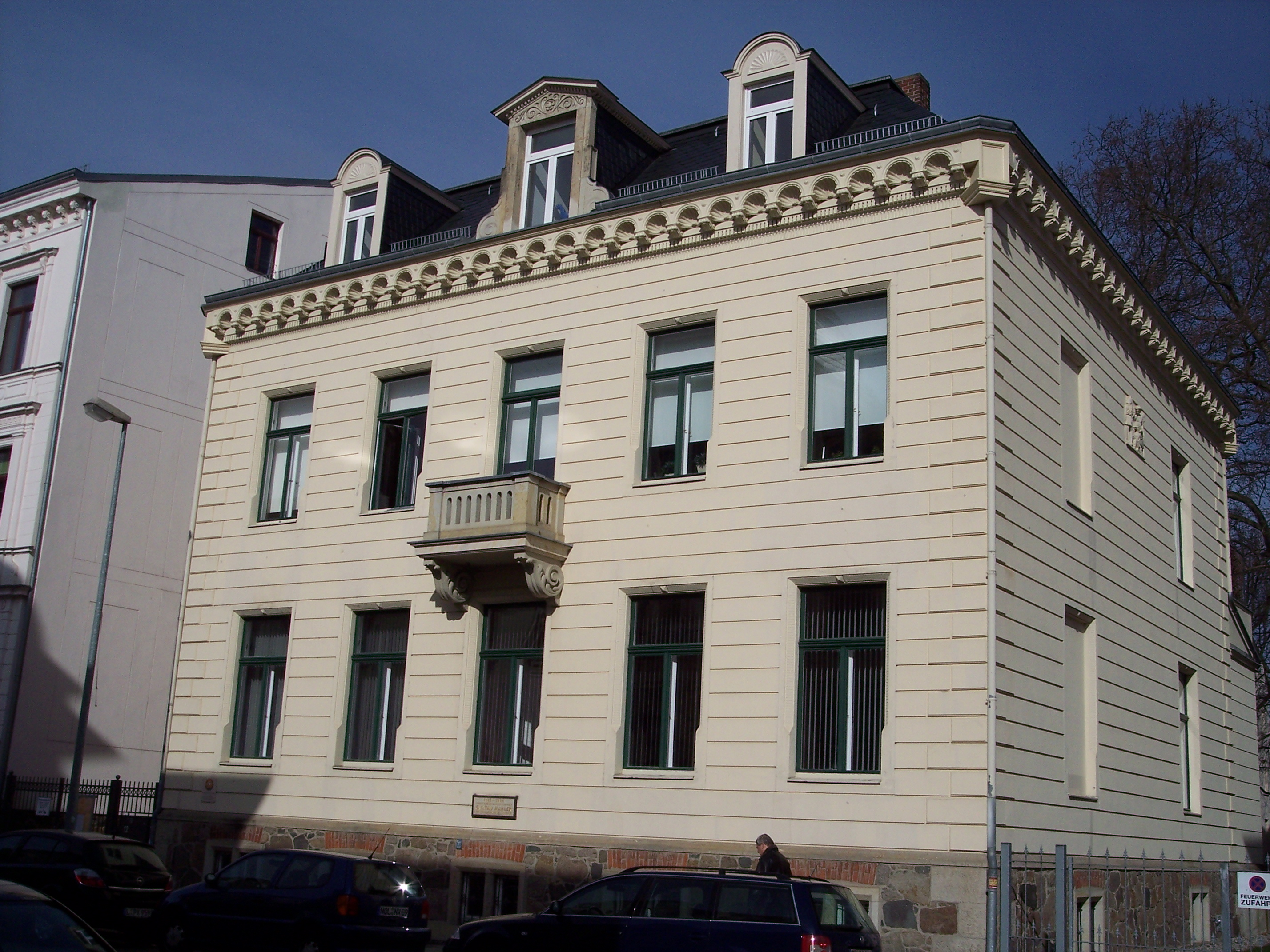
Casa de Mahler en Leipzig, donde compuso su Primera sinfonía.

En Praga, la aparición del Renacimiento Nacional Checo aumentó la popularidad y la importancia del nuevo Teatro Nacional y dio lugar a un descenso en la fortuna del Neues Deutsches Theater. La tarea de Mahler era ayudar a detener este declive, ofreciendo producciones de alta calidad de óperas alemanas. En poco tiempo, tuvo éxito en la presentación de obras de Mozart y Wagner, compositores con cuya obra seguiría asociado el resto de su carrera. Su cada vez más autocrático e individualista estilo de dirección llevó a la fricción y a una pelea con su compañero Ludwig Slansky, un director más experimentado. En abril de 1886 Mahler dejó Praga para tomar posesión de su cargo en el Neues Stadttheater de Leipzig, donde surgió la rivalidad con su compañero Arthur Nikisch. Se debió principalmente a la forma en la que los dos debían compartir las tareas de dirección teatral de la nueva producción de Wagner de la tetralogía El anillo del nibelungo. La enfermedad de Nikisch en enero de 1887 supuso que Mahler se hiciera cargo de todo el ciclo, el cual obtuvo un rotundo éxito de público. No obstante, no era muy popular entre los miembros de la orquesta, resentidos por su actitud dictatorial y los pesados horarios de ensayo.
En Leipzig Mahler entabló amistad con Carl von Weber, nieto del compositor Carl Maria von Weber, y acordaron preparar una representación de la ópera inacabada de su abuelo Die drei Pintos (Los tres Pintos). Mahler transcribió y orquestó los bocetos musicales existentes, usó partes de otras obras de Weber y añadió alguna composición propia. El estreno en el Stadttheater en enero de 1888 fue una ocasión importante en la que Chaikovski estuvo presente, así como los directores de varios teatros de ópera. La obra tuvo una buena acogida; su éxito ayudó a que el perfil público de Mahler creciera, lo que reportó ganancias financieras. Su relación con la familia Weber se complicó debido a su relación sentimental con la esposa de Carl von Weber, Marion, que, aunque intensa por ambos lados, no llegó a nada. Aproximadamente en esa época, Mahler descubrió la colección de poemas folclóricos Des Knaben Wunderhorn (El cuerno mágico de la juventud), que dominaría gran parte de sus composiciones en los siguientes doce años.
La recién adquirida seguridad financiera de Mahler le permitió renunciar a su cargo en Leipzig en mayo de 1888, después de una disputa con el jefe de escena del Stadttheater. Sin trabajo, Mahler regresó a Praga para trabajar en el resurgimiento de Die drei Pintos y la producción de Der Barbier von Bagdad de Peter Cornelius. Esta corta estancia terminó de forma desgraciada, con el despido de Mahler después de un arrebato durante los ensayos. Sin embargo, a través de los esfuerzos de un viejo amigo vienés, Guido Adler, se consideró el nombre de Mahler como un director potencial para la Ópera Nacional de Hungría en Budapest. Fue entrevistado, causó una buena impresión y le ofrecieron el puesto en octubre de 1888.

#### Aprendiz de compositor

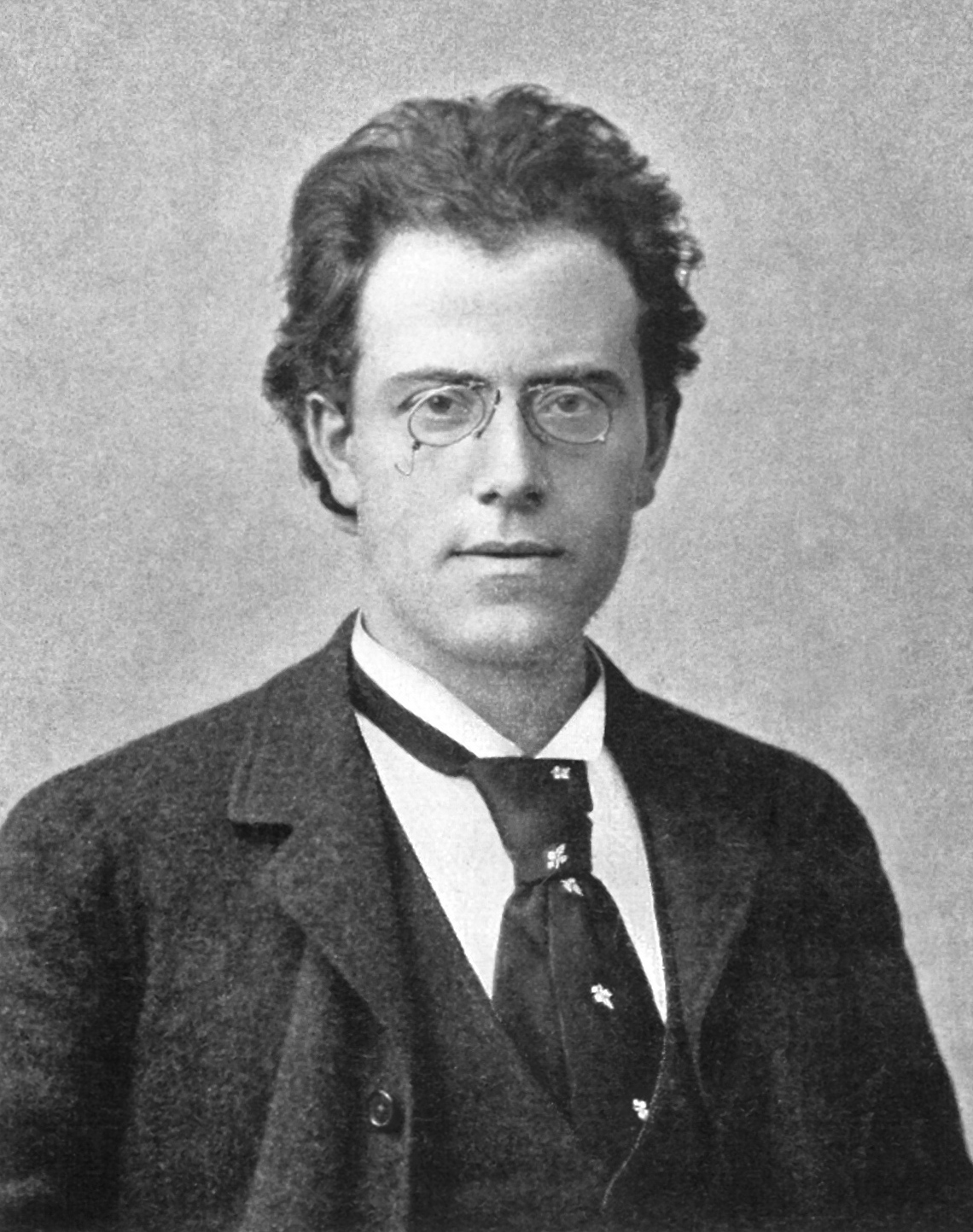
Gustav Mahler en 1892.

Durante los primeros años de su carrera como director, la composición era una actividad que realizaba únicamente en su tiempo libre. Entre los puestos ocupados en Liubliana y Olomouc trabajó en los arreglos de versos de Richard Leander y Tirso de Molina, posteriormente recopilados como el primer volumen de Lieder und Gesänge (Canciones y aires). Su primer ciclo orquestal de canciones, Lieder eines fahrenden Gesellen, compuesto en Kassel, estaba basado en sus propios versos, aunque el primer poema, «Wenn mein Schatz Hochzeit macht» («Cuando mi amorcito se casa») sigue de cerca el texto de un poema del ciclo Wunderhorn. Los aires de las canciones segunda y cuarta del ciclo fueron incorporados en la Primera sinfonía, que terminó en 1888, mientras mantenía una relación con Marion von Weber. La intensidad de los sentimientos de Mahler está reflejada en la música, que originalmente fue escrita como un poema sinfónico de cinco movimientos con un programa descriptivo. Uno de dichos movimientos, «Blumine», posteriormente descartado, estaba basado en un pasaje de su primera obra Der Trompeter von Säckingen. Después de completar el poema sinfónico, compuso una marcha fúnebre de veinte minutos, o Totenfeier, que posteriormente se convertiría en el primer movimiento de su Segunda sinfonía.
Con frecuencia se ha especulado acerca de las obras perdidas o destruidas en los primeros años de Mahler. El director neerlandés Willem Mengelberg creía que la Primera sinfonía era demasiado madura para ser una primera obra sinfónica y debía haber tenido predecesoras. En 1938 Mengelberg reveló la existencia del llamado «Archivo Dresde», una serie de manuscritos en posesión de la viuda Marion von Weber. El archivo se destruyó casi por completo en el bombardeo de Dresde en 1945. Según el experto en Mahler Donald Mitchell, «hay una gran posibilidad de que varios manuscritos importantes, además de algunas partes de las primeras sinfonías, se encontraran en Dresde».

### Budapest y Hamburgo (1888-1897)

#### Ópera Real de Budapest

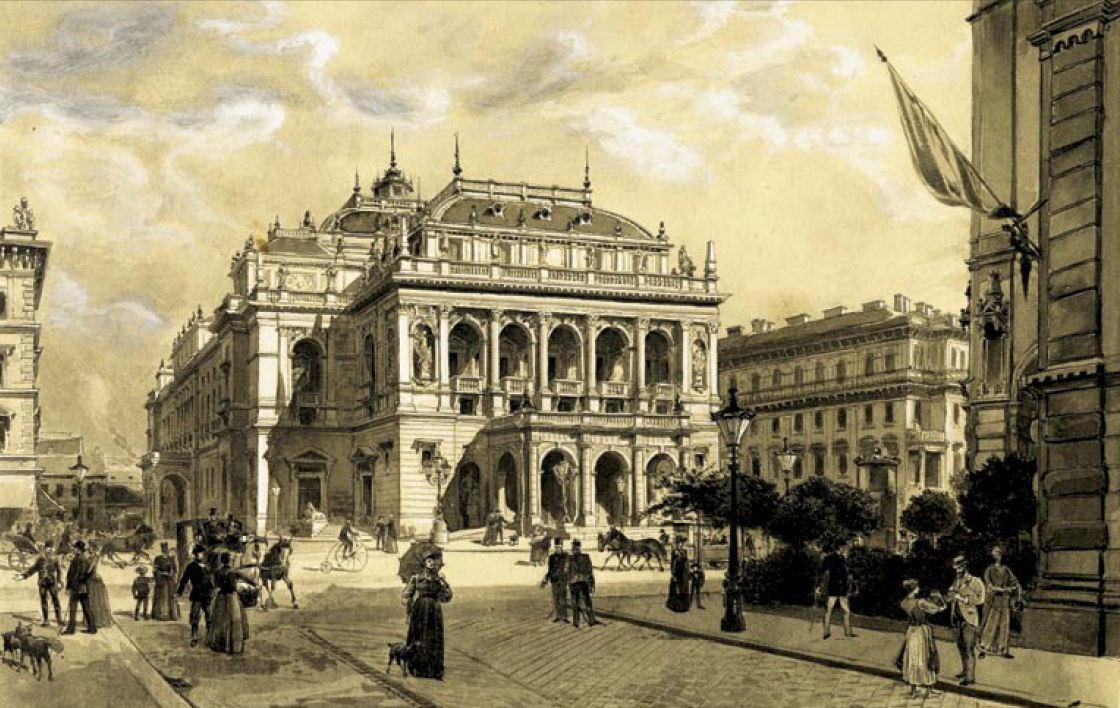
Ópera Nacional de Hungría en 1893, dos años después de que Mahler renunciara a su puesto allí.

A su llegada a Budapest en octubre de 1888, Mahler encontró un conflicto cultural entre los conservadores nacionalistas húngaros, que favorecían una política de magiarización, y los progresistas, que querían mantener y desarrollar las tradiciones culturales austrogermanas del país. Una dominante camarilla conservadora, liderado por el director musical Sándor Erkel, había mantenido un limitado repertorio de óperas históricas y folclore en el teatro de ópera. En el tiempo en que Mahler comenzó sus funciones, el campo progresista había ganado ascendencia tras el nombramiento del liberal Ferenc von Beniczky como intendente. Consciente de la delicada situación, Mahler se movió con cautela. Retrasó su primera aparición como director hasta enero de 1889, cuando dirigió las representaciones en húngaro de El oro del Rin y La valquiria, con gran éxito inicial de público. Sin embargo, su éxito inicial se diluyó cuando los planes para representar el resto de las obras de la tetralogía de El anillo del nibelungo, Sigfrido y El ocaso de los dioses, así como otras óperas alemanas, se frustraron por el renacimiento de la facción conservadora, que favoreció un programa «húngaro» más tradicional. En la búsqueda de óperas no alemanas para ampliar el repertorio, Mahler visitó Italia, donde entre las obras que descubrió se encontraba la Cavalleria rusticana de Pietro Mascagni, de éxito reciente.
En febrero de 1889 falleció su padre. Posteriormente en ese mismo año también fallecieron tanto su hermana Leopoldine como su madre. El propio Mahler tuvo problemas de salud, con ataques de hemorroides y migrañas e infecciones de garganta recurrentes. Poco después de estos reveses familiares y de salud tuvo lugar el estreno de su Primera sinfonía en Budapest el 21 de noviembre de 1889, que fue una decepción. La larga crítica en el periódico de August Beer indicaba que el entusiasmo posterior a los primeros movimientos degeneró en una «audible oposición» después del «Finale». El compositor estuvo especialmente apenado por los comentarios negativos de su contemporáneo en el Conservatorio de Viena, Viktor von Herzfeld, que destacó que Mahler, como muchos directores antes que él, había demostrado no ser un compositor.
En 1891 el cambio de la política húngara hacia la derecha se reflejó en el teatro de ópera en el cambio de intendente de Beniczky por Géza Zichy, un aristócrata conservador decidido a asumir el control artístico sobre Mahler. Entonces el compositor comenzó a negociar con el director del Stadttheater de Hamburgo. En mayo de 1891, después de acordar los términos de su contrato allí, renunció a su puesto en Budapest. Su triunfo final en Budapest fue una representación de Don Giovanni que le ganó elogios de Brahms, que estaba presente. Durante sus años en la ciudad húngara, su producción compositiva estuvo limitada a los arreglos de la canción Wunderhorn, que se convirtió en los volúmenes II y III de los Lieder und Gesänge, y correcciones a la Primera sinfonía.

#### Ópera del Estado de Hamburgo

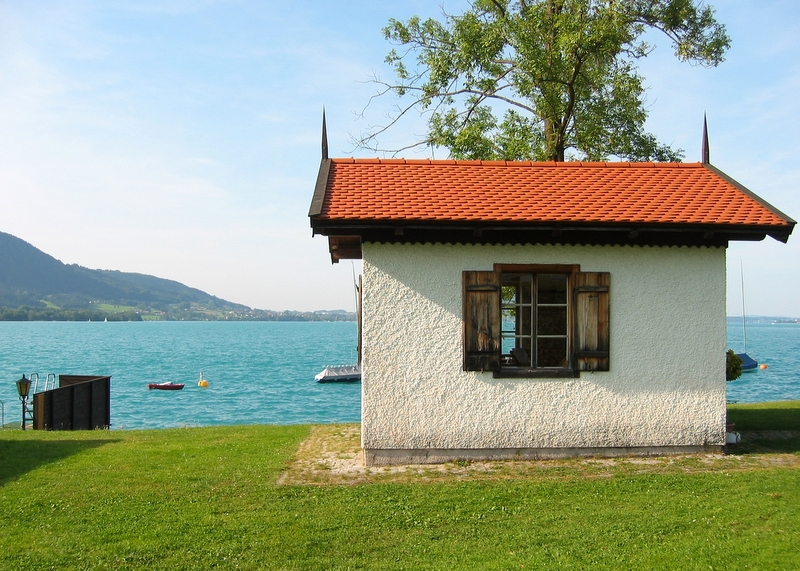
La Komponierhäuschen (cabaña de composición) de Mahler en Steinbach, a orillas del Attersee, en Austria.

El cargo de Mahler en Hamburgo fue como director jefe, subordinado al director, Bernhard Pohl (conocido como Pollini), que tenía todo el control artístico. Pollini estaba preparado para dar a Mahler un considerable margen de maniobra si le reportaba a él, como director, éxito artístico o comercial. Mahler lo hizo en su primera temporada, cuando dirigió Tristán e Isolda de Wagner por primera vez y realizó aclamadas representaciones de Tannhäuser y Sigfrido del mismo compositor. Otro triunfo fue el estreno alemán de Eugenio Onegin de Chaikovski, en presencia del compositor, que denominó la forma de dirigir de Mahler como «asombrosa». Los exigentes horarios de ensayo de Mahler hicieron predecible el resentimiento por parte de los cantantes y la orquesta, en quienes, según el escritor Peter Franklin, el director «inspiraba odio y respeto casi en igual medida». Sin embargo, encontró apoyo en Hans von Bülow, que estaba en la ciudad como director de conciertos de suscripción de la ciudad. Bülow, que había rechazado los enfoques de Mahler en Kassel, había llegado a admirar el estilo de dirección del joven y a su muerte, en 1894, el checo se hizo cargo de la dirección de los conciertos.

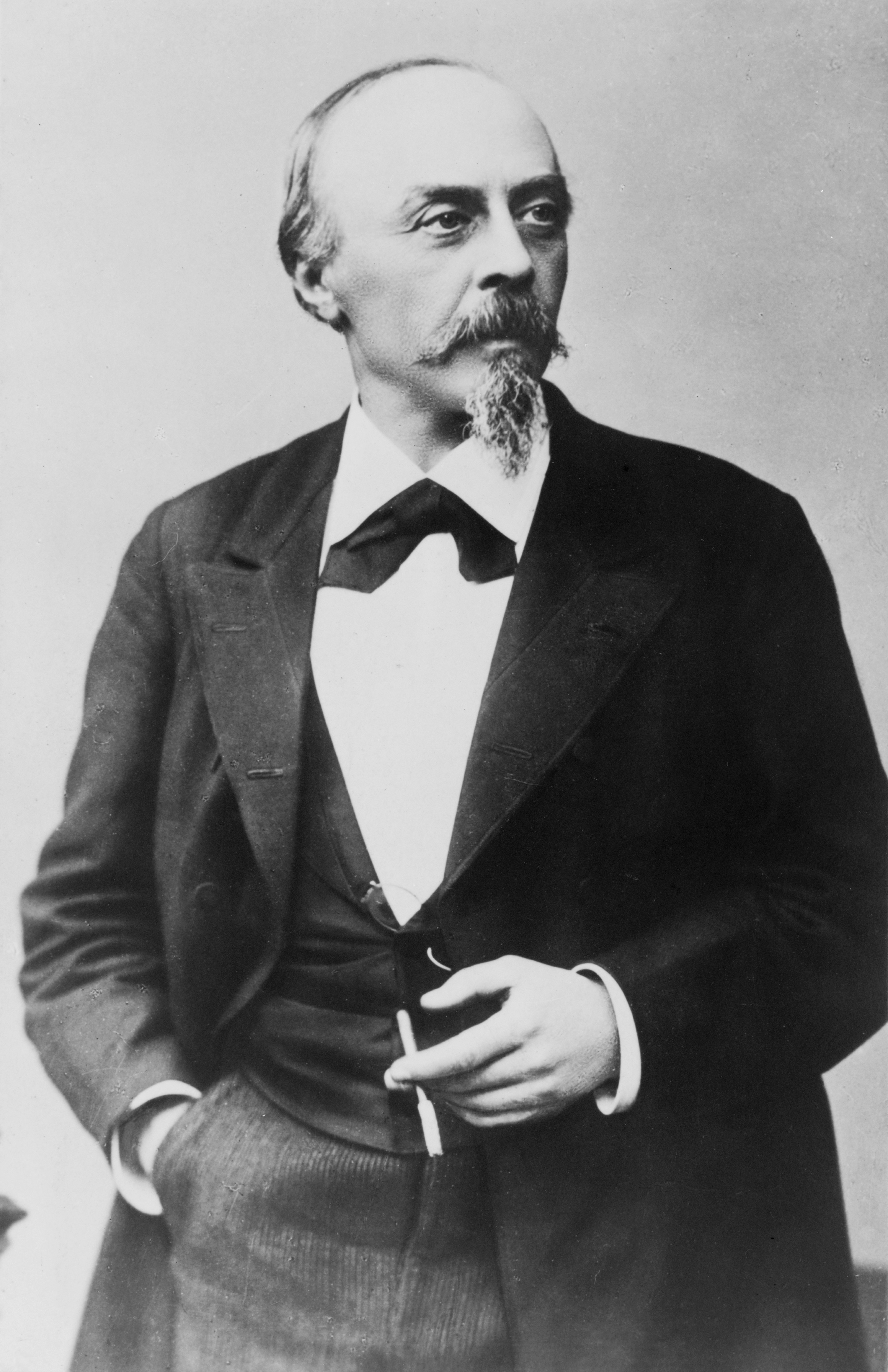
El conocido director Hans von Bülow, que estaba en Hamburgo como director de conciertos de suscripción, dio su apoyo a Mahler.

En el verano de 1892 Mahler llevó a los cantantes de Hamburgo a Londres para participar en una temporada de seis semanas de ópera alemana, en la que fue su única visita a Gran Bretaña. Su dirección de Tristán e Isolda cautivó al joven compositor Ralph Vaughan Williams, que «estaba estupefacto y no pudo dormir en dos noches». Sin embargo, Mahler rechazó las posteriores invitaciones porque estaba ansioso por reservar sus vacaciones de verano para componer. En 1893 compró un retiro en Steinbach, a orillas del lago Attersee en Austria, y estableció un patrón que mantuvo durante el resto de su vida; las vacaciones de verano a partir de ese momento las dedicaría para componer, en Steinbach o en sus sucesivos lugares de retiro. En ese momento produjo, bajo la influencia de la colección de poemas folclóricos del Wunderhorn, una serie de arreglos de canciones en Steinbach y compuso su Segunda y Tercera sinfonía allí.
La representación de sus obras era aún relativamente poco frecuente. El 27 de octubre de 1893, Mahler dirigió en el Ludwig Konzerthaus de Hamburgo una versión revisada de su Primera sinfonía, aún con su forma inicial de cinco movimientos. Fue presentada como un Tondichtung (poema sinfónico) bajo el nombre descriptivo de «Titán». Este concierto también introdujo varios arreglos de los recientes Wunderhorn. Mahler consiguió su primer éxito como compositor con el buen recibimiento obtenido por la Segunda sinfonía en su estreno en Berlín, bajo su dirección el 13 de diciembre de 1895. Su futuro asistente, Bruno Walter, que estaba presente, dijo que «uno puede datar el comienzo de la fama [de Mahler] como compositor desde ese día». Ese mismo año su vida privada sufrió un revés por el suicidio de su hermano menor Otto.
Mahler introdujo numerosas óperas en el Stadttheater: Falstaff de Verdi, Hänsel und Gretel de Humperdinck y obras de Smetana. Sin embargo, lo forzaron a renunciar a su puesto en los conciertos de suscripción debido a los pobres ingresos y la mala acogida que tuvo la interpretación de su reescritura de la Novena sinfonía de Beethoven. Mahler había dejado claro que su meta última era un cargo en Viena y desde 1895 maniobró para conseguir, con ayuda de amigos influyentes, la dirección del Hofoper vienés. Venció la barrera que existía en contra del nombramiento de judíos para el puesto gracias a una pragmática conversión al catolicismo en febrero de 1897. Dos meses después fue nombrado en el Hofoper, provisionalmente como director de personal con el título de maestro de capilla.

### Viena (1897-1907)

#### Director del Hofoper

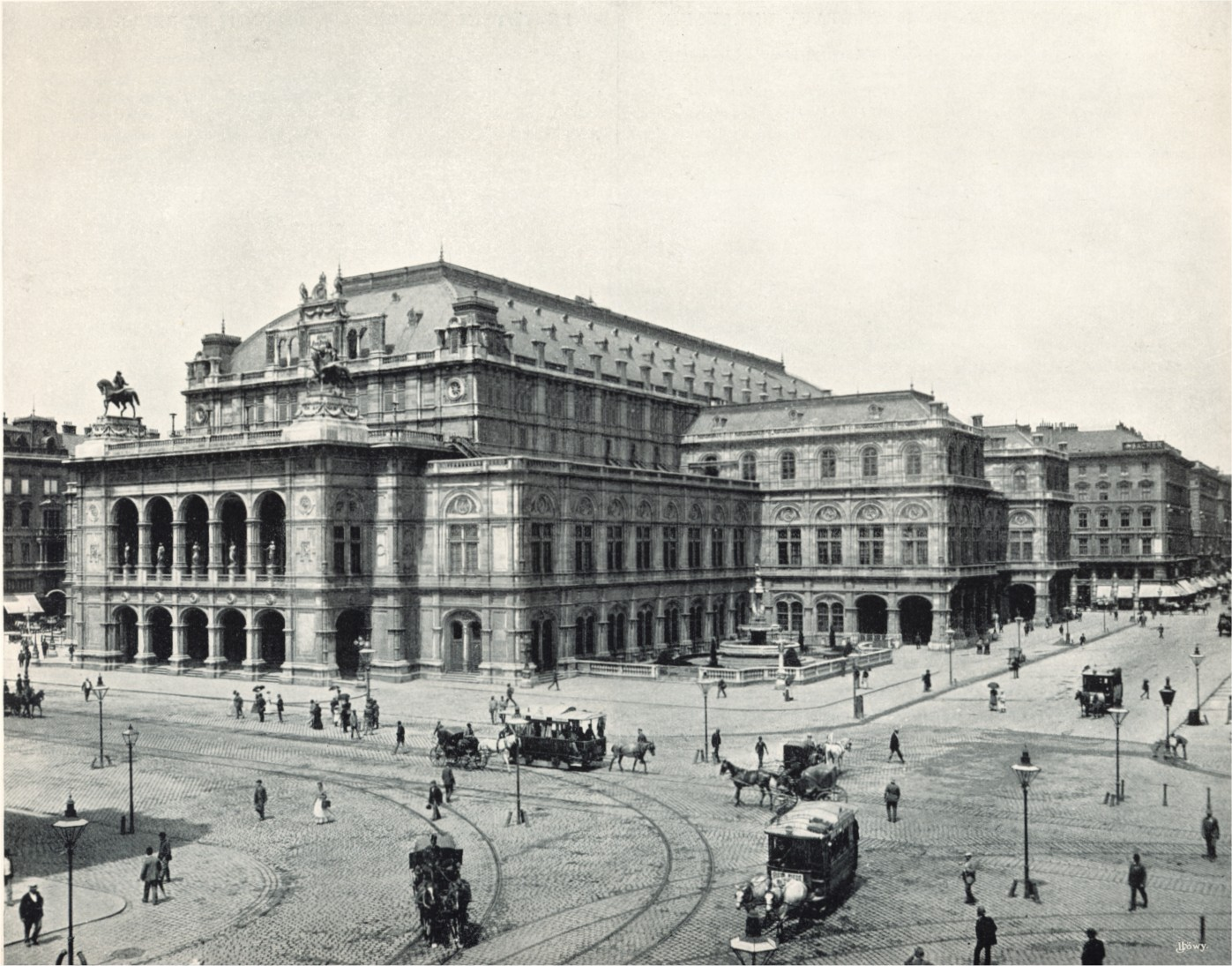
Vista del Hofoper en 1898, durante la estancia de Mahler como su director.

Mientras esperaba la confirmación para el puesto de director por parte del emperador, Mahler compartió los derechos como director residente con Josef Hellmesberger (hijo del director del Conservatorio) y Hans Richter, un intérprete de Wagner reconocido internacionalmente y director original de la tetralogía El anillo del nibelungo en el Festival de Bayreuth en 1876. El director Wilhelm Jahn no había preguntado a Richter sobre el cargo de Mahler. Este, sensible con la situación, escribió a Richter una carta de cortesía para expresar la inquebrantable admiración por el viejo compositor. Posteriormente los dos estuvieron de acuerdo en escasas ocasiones, pero mantuvieron sus diferencias al margen.
Viena, la capital imperial de los Habsburgo, había elegido recientemente un alcalde conservador antisemita, Karl Lueger, que una vez había proclamado: «Yo mismo he decidido quién es un judío y quién no lo es». El compositor, lamentando el generalizado antisemitismo del que fuera objeto en la sociedad vienesa, solía decir: «Soy tres veces extranjero: un bohemio entre austriacos; un austriaco entre alemanes y un judío ante el mundo». En tal volátil atmósfera política, Mahler necesitaba una temprana demostración de sus credenciales culturales alemanas. En mayo de 1897 dejó su impronta inicial con las representaciones muy aclamadas de Lohengrin de Wagner y La flauta mágica de Mozart. Justamente después de su éxito con la ópera de Mozart, Mahler se vio forzado a tomar una baja de varias semanas por enfermedad, durante la que su hermana Justine y su compañera desde hacía tiempo, la viola Natalie Bauer-Lechner, lo cuidaron. Mahler regresó a Viena a principios de agosto para preparar la primera versión sin cortes del ciclo del Anillo. Dicha representación tuvo lugar entre el 24 y el 27 de agosto, y cosechó alabanzas de la crítica y el entusiasmo del público. Su amigo Hugo Wolf le dijo a Bauer-Lechner que «por primera vez he escuchado el Anillo como siempre he soñado escucharlo mientras leo la partitura».
El 8 de octubre Mahler fue nombrado oficialmente para suceder a Jahn como director del Hofoper. Su primera producción en su nuevo puesto fue la ópera nacionalista checa Dalibor de Smetana, con un final reconstruido que mantenía vivo al héroe Dalibor. Esta producción provocó la ira entre los nacionalistas alemanes de Viena más extremistas, que acusaron a Mahler de «fraternizar con la antidinástica e inferior nación checa». Durante su mandato, Mahler introdujo un total de 33 nuevas óperas en el Hofoper; otras 55 producciones fueron renovadas. Sin embargo, los censores vieneses rechazaron el propósito para representar la controvertida ópera de Richard Strauss Salomé en 1905.
A comienzos de 1902 Mahler conoció a Alfred Roller, un artista y diseñador asociado al movimiento de la Secesión de Viena. Un año después Mahler lo nombró escenógrafo jefe del Hofoper. El debut de Roller fue una nueva producción de Tristán e Isolde. La colaboración entre ambos creó más de veinte producciones célebres, entre las que se encuentran las óperas Fidelio de Beethoven, Ifigenia en Áulide de Gluck y Las bodas de Figaro de Mozart. En la producción de esta, Mahler ofendió a algunos puristas al añadir y componer una escena recitativa corta en el tercer acto.
A pesar de sus numerosos éxitos teatrales, los años de Mahler en Viena rara vez fueron tranquilos; sus batallas con los cantantes y la administración del teatro fueron apareciendo de manera intermitente durante todo su mandato. Aunque sus métodos mejoraron el nivel, su estilo histriónico y dictatorial de dirigir provocaron el resentimiento por igual de los miembros de la orquesta y los cantantes. En diciembre de 1903 se enfrentó a una revuelta de tramoyistas, cuyas demandas por unas mejores condiciones rechazó porque creía que los extremistas estaban manipulando al personal. La facción antisemita de la sociedad vienesa, opuesta durante mucho tiempo al nombramiento de Mahler, continuó atacándolo sin descanso y en 1907 emprendieron una campaña en la prensa destinada a expulsarlo. En esa época tenía discrepancias con la administración del teatro por la cantidad de tiempo que dedicaba a su propia música, y estaba preparado para marcharse. A comienzos de 1907 inició conversaciones con Heinrich Conried, director del Metropolitan Opera House, y en junio firmó el contrato, en términos muy favorables, para dirigir en Nueva York durante cuatro temporadas. Al final del verano presentó su dimisión en el Hofoper y el 15 de octubre dirigió Fidelio, su representación número 648 allí. En diez años, Mahler había dado una nueva vida al teatro de ópera y saneado sus cuentas, pero hizo pocos amigos (se decía que trataba a sus músicos como un domador de leones trata a sus animales). Su mensaje de despedida a la compañía, que dejó en un tablón de anuncios, fue roto y esparcido por el suelo. Después de dirigir la orquesta del Hofoper en un concierto de despedida con una representación de su Segunda sinfonía el 24 de noviembre, Mahler se marchó de Viena hacia Nueva York a principios de diciembre.

#### Conciertos filarmónicos

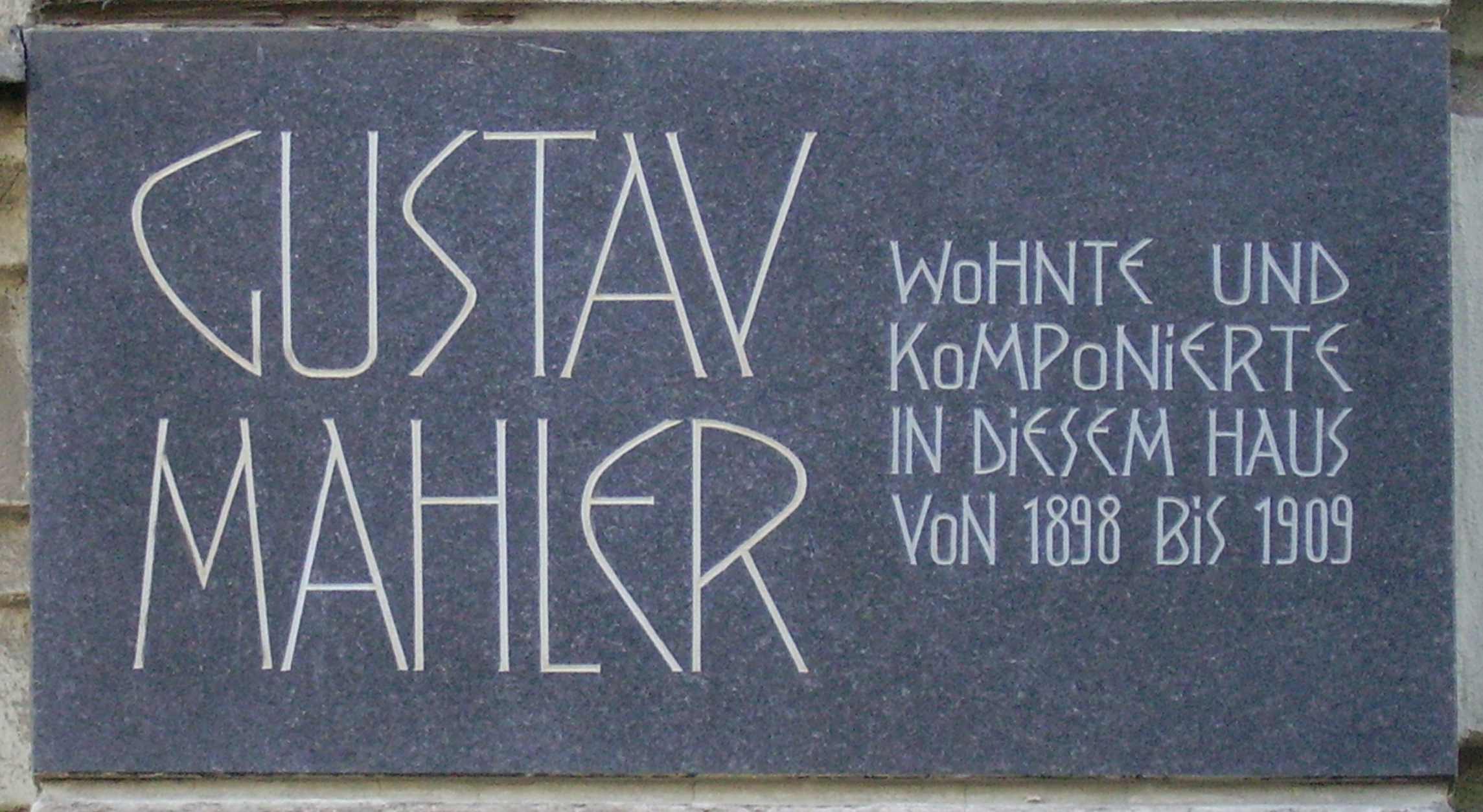
Placa en el apartamento de Mahler en Viena, en el número 2 de Auenbruggergasse.

Cuando Richter renunció como director de los conciertos de suscripción de la Filarmónica de Viena en septiembre de 1898, la comisión de conciertos había elegido por unanimidad a Mahler como su sucesor. El nombramiento no fue del todo bien recibido. La prensa antisemita se preguntó si, no siendo alemán, Mahler podría ser capaz de defender la música alemana. El número de visitas aumentó considerablemente en su primera temporada, pero los miembros de la orquesta estaban particularmente resentidos con sus hábitos de reescribir reconocidas obras maestras y por la programación de ensayos adicionales de obras con las que estaban ampliamente familiarizados. El intento por parte de la ópera de que Richter regresara para la temporada de 1899 fracasó, porque el director no estaba interesado. La posición de Mahler se vio debilitada cuando, en 1900, llevó a la orquesta a París para interpretar en la Exposición Universal. Los conciertos de París tuvieron una pobre acogida y perdieron dinero (Mahler tuvo que pedir un préstamo a la familia Rothschild para el billete de la orquesta). En abril de 1901, afectado por su recurrente enfermedad y hastiado por los numerosos enfrentamientos con la orquesta, Mahler renunció a la dirección de conciertos de la Filarmónica. En sus tres temporadas había representado alrededor de 80 obras diferentes, que incluyeron piezas de compositores relativamente desconocidos como Hermann Goetz, Wilhelm Kienzl y el italiano Lorenzo Perosi.

#### Madurez como compositor

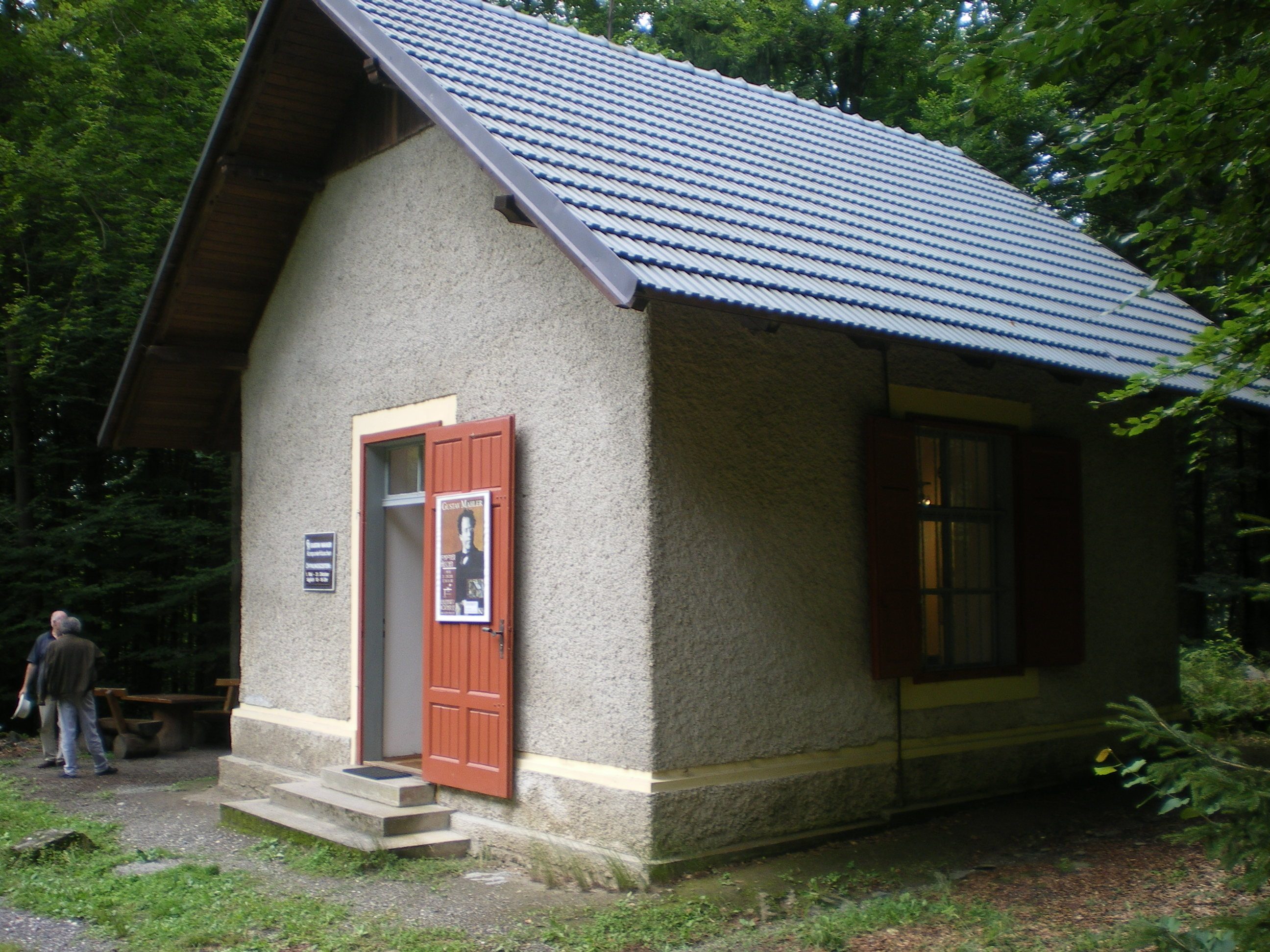
La segunda casita de composición de Mahler, en Maiernigg (cerca de Klagenfurt), en las orillas del lago Wörthersee, en Carintia.

Su doble empleo en Viena absorbió inicialmente todo su tiempo y energía, pero en 1899 había vuelto a componer. Los restantes años en la ciudad fueron particularmente fructíferos. Mientras trabajaba en el último de sus Des Knaben Wunderhorn comenzó su Cuarta sinfonía, que completó en 1900. En esa época había abandonado la cabaña en la que componía en Steinbach y había adquirido otra, en Maiernigg a las orillas del Wörthersee en Carintia, donde posteriormente construyó una villa. En este nuevo emplazamiento comenzó lo que se considera en general como su periodo compositivo «medio» o post-Wunderhorn. Entre 1901 y 1904 escribió diez arreglos de poemas de Friedrich Rückert, cinco de los cuales recopiló como Rückert-Lieder. Los otros cinco formaron el ciclo de canciones Kindertotenlieder (Canciones a los niños muertos). La trilogía de sinfonías orquestales, la Quinta, la Sexta y la Séptima las compuso en Maiernigg entre 1901 y 1905, y la Octava en 1906, en ocho semanas de actividad frenética.
En ese mismo periodo se comenzaron a interpretar sus obras con creciente frecuencia. En abril de 1899 dirigió el estreno en Viena de su Segunda sinfonía. El 17 de febrero de 1901 tuvo lugar la primera representación pública de Das klagende Lied, en la forma revisada en dos movimientos. Posteriormente, en noviembre de ese año, dirigió el estreno de su Cuarta sinfonía en Múnich y estuvo en la tribuna de la primera representación completa de su Tercera sinfonía en el festival Allgemeiner Deutscher Musikverein de Krefeld el 9 de junio de 1902. Entonces, las «primeras noches» de Mahler se convirtieron en eventos musicales cada vez más frecuentes; dirigió la primera representación de sus sinfonías Quinta y Sexta en Colonia y Essen respectivamente, en 1904 y 1906. Se presentaron cuatro de los Rückert Lieder y Kindertotenlieder en Viena el 29 de enero de 1905.

#### Matrimonio, familia y tragedia

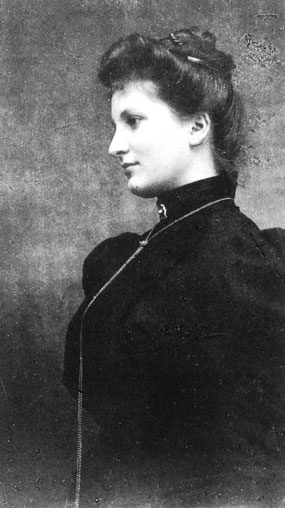
Alma Schindler, esposa de Mahler, en 1899.

Durante su segunda temporada en Viena, Mahler adquirió un espacioso y moderno apartamento en el Auenbruggergasse y construyó una villa veraniega en la tierra que había comprado cerca de su nuevo estudio de composición en Maiernigg. En noviembre de 1901 conoció a la compositora Alma Schindler, hija del pintor Emil Jakob Schindler e hijastra del pintor Carl Moll, en una reunión social en la que estuvo presente el director teatral Max Burckhard. Inicialmente Alma no se mostró interesada por conocer a Mahler, debido a «los escándalos sobre él y todas las mujeres jóvenes que habían aspirado a cantar en la ópera». Los dos tuvieron un fuerte desacuerdo sobre un ballet de Alexander von Zemlinsky (Alma fue alumna suya), pero se pusieron de acuerdo para verse en el Hofoper el día siguiente. Dicho encuentro dio lugar a un rápido noviazgo. Mahler y Alma se casaron en una ceremonia privada el 9 de marzo de 1902, a pesar de la diferencia de edad (Alma tenía diecinueve años menos que el compositor). Por entonces, Alma estaba embarazada de su primera hija, Maria Anna, que nació el 3 de noviembre de ese año. Su segunda hija, Anna, nació en 1904.
Los amigos de la pareja se mostraron sorprendidos por el matrimonio y dudaron de su idoneidad. Burckhard llamó a Mahler «ese judío raquítico degenerado», indigno para una chica de buena familia. Por otro lado, la familia Mahler consideraba a Alma coqueta, poco fiable y demasiado aficionada a ver a hombres jóvenes rendidos a sus encantos. Mahler era por naturaleza temperamental y autoritario (Natalie Bauer-Lechner, su primera compañera, dijo que vivir con él era «estar en un barco que se mece sin cesar de aquí para allá por las olas»). Alma pronto se sintió resentida por haber abandonado sus estudios musicales ante la insistencia de su marido de que sólo podía haber un compositor en la familia. Escribió en su diario: «Qué duro es ser tan despiadadamente privada de [...] lo más cercano al corazón». El requisito de Mahler de que su vida matrimonial estuviera organizada en torno a sus actividades creativas generó tensiones y precipitaron la rebelión por parte de su esposa. Sin embargo, el matrimonio se caracterizó por periodos ocasionales de considerable pasión, particularmente por parte de Mahler.
En el verano de 1907 Mahler, exhausto por las campañas en su contra en Viena, llevó a su familia a Maiernigg. Poco después de su llegada sus hijas enfermaron de escarlatina y difteria. Anna se recuperó pero María, después de dos semanas de lucha, murió el 12 de julio. Inmediatamente después de esta devastadora pérdida, Mahler se enteró de que tenía problemas de corazón, un diagnóstico confirmado posteriormente por un especialista vienés, que ordenó una reducción de cualquier tipo de ejercicio vigoroso. En qué medida su condición se mermó no está clara. Alma la describió como una sentencia de muerte virtual, aunque el propio compositor, en una carta a ella del 30 de agosto, afirmaba que sería capaz de llevar una vida normal, aparte de evitar el sobreesfuerzo. Sin embargo, la enfermedad fue un factor de depresión posterior. Al final del verano cerró la villa de Maiernigg y nunca regresó.

### Últimos años (1908-1911)

#### Nueva York

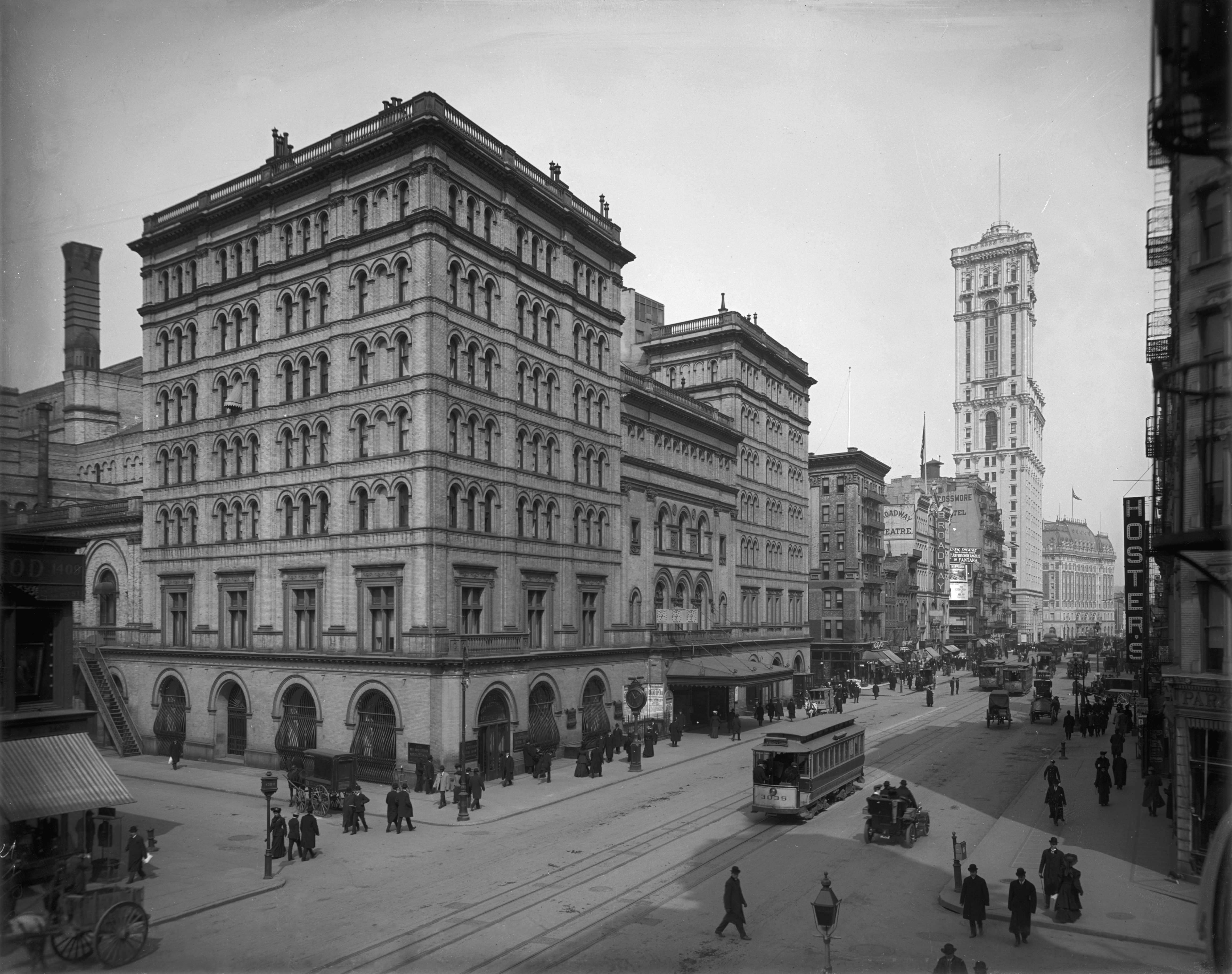
El Metropolitan Opera House de Nueva York, aproximadamente en la época en la que Mahler lo dirigió, 1908-1909.

Mahler debutó en el Metropolitan Opera House de Nueva York el 1 de enero de 1908, dirigiendo Tristán e Isolda en la versión abreviada, aún habitual en la ciudad aunque superada hacía tiempo en Viena. En una ajetreada primera temporada, sus representaciones fueron ampliamente elogiadas, especialmente su versión de Fidelio del 20 de marzo de 1908, en la que insistió en que se usaran réplicas de los escenarios realizados por Roller en Viena. En su vuelta a Austria durante el verano de 1908, Mahler se estableció en el tercero y último de sus estudios de composición en un pinar cercano a Dobbiaco en el Tirol. Allí, usando un texto de Hans Bethge basado en unos antiguos poemas chinos, compuso Das Lied von der Erde (La canción de la Tierra). A pesar de la naturaleza sinfónica de la obra, el compositor rechazó numerarla, con la esperanza de escapar de la «maldición de la novena sinfonía» que creía que había afectado a compañeros compositores como Beethoven, Schubert y Bruckner. El 19 de septiembre de 1908, tuvo lugar el estreno de la Séptima sinfonía en Praga, el cual fue considerado por Alma como un éxito tanto de crítica como de público.

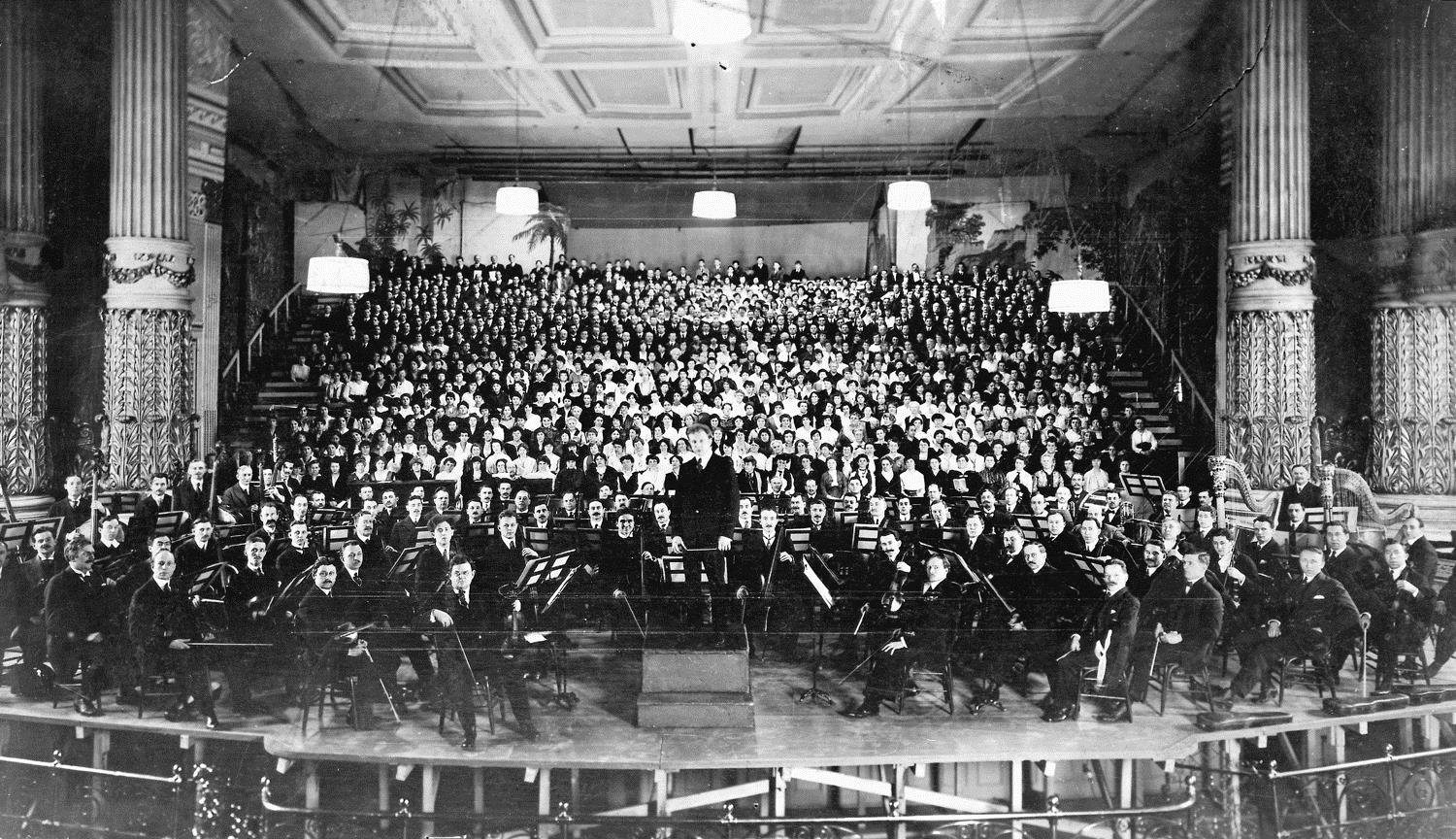
El estreno de su Octava sinfonía en Estados Unidos, la cual fue dirigida por Leopold Stokowski e interpretada por 1068 músicos.

Para la temporada de 1908-1909, la administración del Metropolitan llevó al director italiano Arturo Toscanini para compartir funciones con Mahler, que sólo hizo diecinueve apariciones en toda la temporada. Una de ellas fue la muy elogiada representación de La novia vendida de Bedřich Smetana, el 19 de febrero de 1909. En la primera parte de la temporada, Mahler dirigió tres conciertos con la Sociedad de la Orquesta Sinfónica de Nueva York. Esta renovada experiencia de dirección orquestal lo inspiró a renunciar a su puesto en el teatro de ópera y aceptar la dirección de la reformada Orquesta Filarmónica de Nueva York. Continuó realizando apariciones ocasionales como invitado en el Metropolitan, y su última representación allí fue La dama de picas de Chaikovski, el 5 de marzo de 1910.
De vuelta a Europa en el verano de 1909, Mahler trabajó en su Novena sinfonía e hizo una gira dirigiendo por los Países Bajos. La temporada 1909-1910 de la Filarmónica de Nueva York fue larga y agotadora. Mahler ensayó y dirigió cuarenta y seis conciertos, pero sus programas fueron con frecuencia muy exigentes para el gusto popular. Su propia Primera sinfonía, estrenada en Estados Unidos el 16 de diciembre de 1909, fue una de las piezas que no conectó con la crítica y el público, y la temporada acabó con grandes pérdidas económicas. El punto culminante del verano de 1910 de Mahler fue la primera representación de la Octava sinfonía en Múnich el 12 de septiembre, la última de sus obras estrenada en vida. La ocasión fue un triunfo (según su biógrafo Robert Carr, «seguramente su mayor éxito en vida»), pero estuvo ensombrecida por el descubrimiento del compositor, después del evento, de que Alma había comenzado una relación con el joven arquitecto Walter Gropius. Muy angustiado, el compositor buscó el consejo de Sigmund Freud y pareció obtener algún consuelo del psicoanalista. Alma estuvo de acuerdo en permanecer junto a Mahler, aunque la relación con Gropius continuó de forma clandestina. En señal de amor, Mahler le dedicó su Octava sinfonía.

#### Enfermedad y fallecimiento

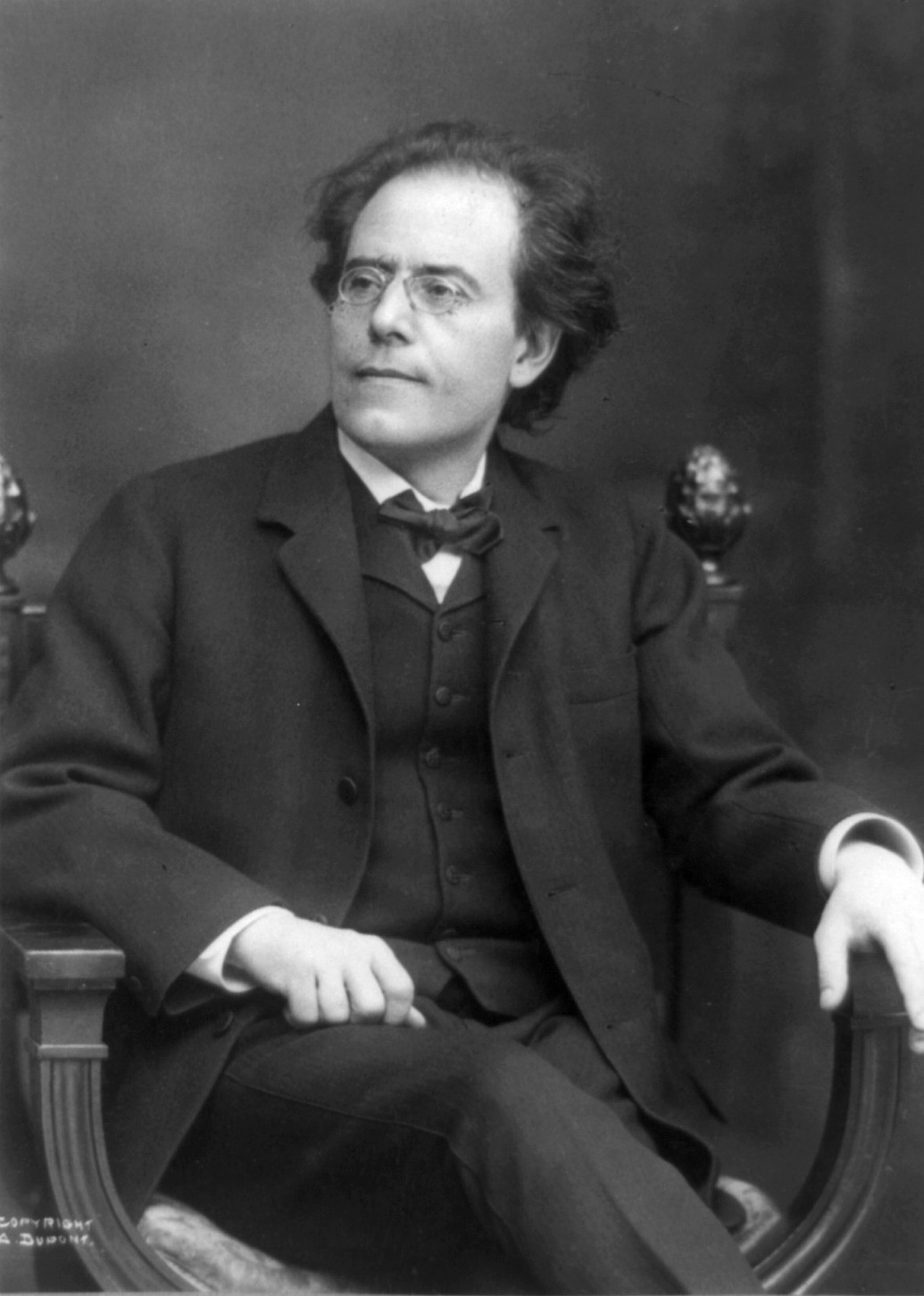
Mahler en 1909, dos años antes de su muerte.

A pesar de las distracciones emocionales, durante el verano de 1910 Mahler trabajó en su Décima sinfonía, completando el Adagio y esbozando cuatro movimientos más. Junto con su esposa, regresó a Nueva York en noviembre de ese año y se lanzó a una ajetreada temporada de conciertos y giras con la Filarmónica. Cerca de la Navidad, comenzó a sufrir dolor de garganta, el cual persistió durante un tiempo. El 21 de febrero de 1911, con una temperatura corporal de 40 °C, Mahler insistió en el cumplimiento de un compromiso en el Carnegie Hall, con un programa relativamente anodino. Ese fue su último concierto. Después de semanas postrado en cama le diagnosticaron una endocarditis bacteriana, una enfermedad a la que son propensas las personas que sufren defectos en las válvulas cardiacas y para la que la tasa de supervivientes en la época anterior a los antibióticos era casi nula. En 1907, luego de la muerte de su hija María Anna, le habían diagnosticado una doble lesión valvular reumática y ahora una endocarditis estreptocócica. En efecto, en los hemocultivos realizados crecieron estreptococos, y con este hallazgo Mahler pasó a ser parte de la historia de la medicina.
No obstante, el compositor no perdió la esperanza, habló de la reanudación de la temporada de conciertos y tomó un gran interés por una composición de su esposa que fue cantada en un recital público por la soprano Frances Alda el 3 de marzo. El 8 de abril, la familia y una enfermera permanente abandonaron Nueva York a bordo del SS Amerika con destino a Europa. Llegaron a París diez días después, donde Mahler ingresó en una clínica de Neuilly-sur-Seine, pero no tuvo mejoría. El 11 de mayo, fue trasladado en tren al sanatorio Löw de Viena, donde falleció el día 18 de ese mismo mes.
El 22 de mayo de 1911, cuatro días después de su fallecimiento, Mahler fue enterrado en el cementerio de Grinzing como había pedido. Alma, siguiendo las indicaciones de los doctores, se ausentó, pero entre los asistentes al funeral, realizado con relativa poca pompa, estuvieron Arnold Schönberg (cuya corona describía al compositor como «el santo Gustav Mahler»), Bruno Walter, Alfred Roller, el pintor Gustav Klimt y representantes de muchos de los grandes teatros de ópera europeos.

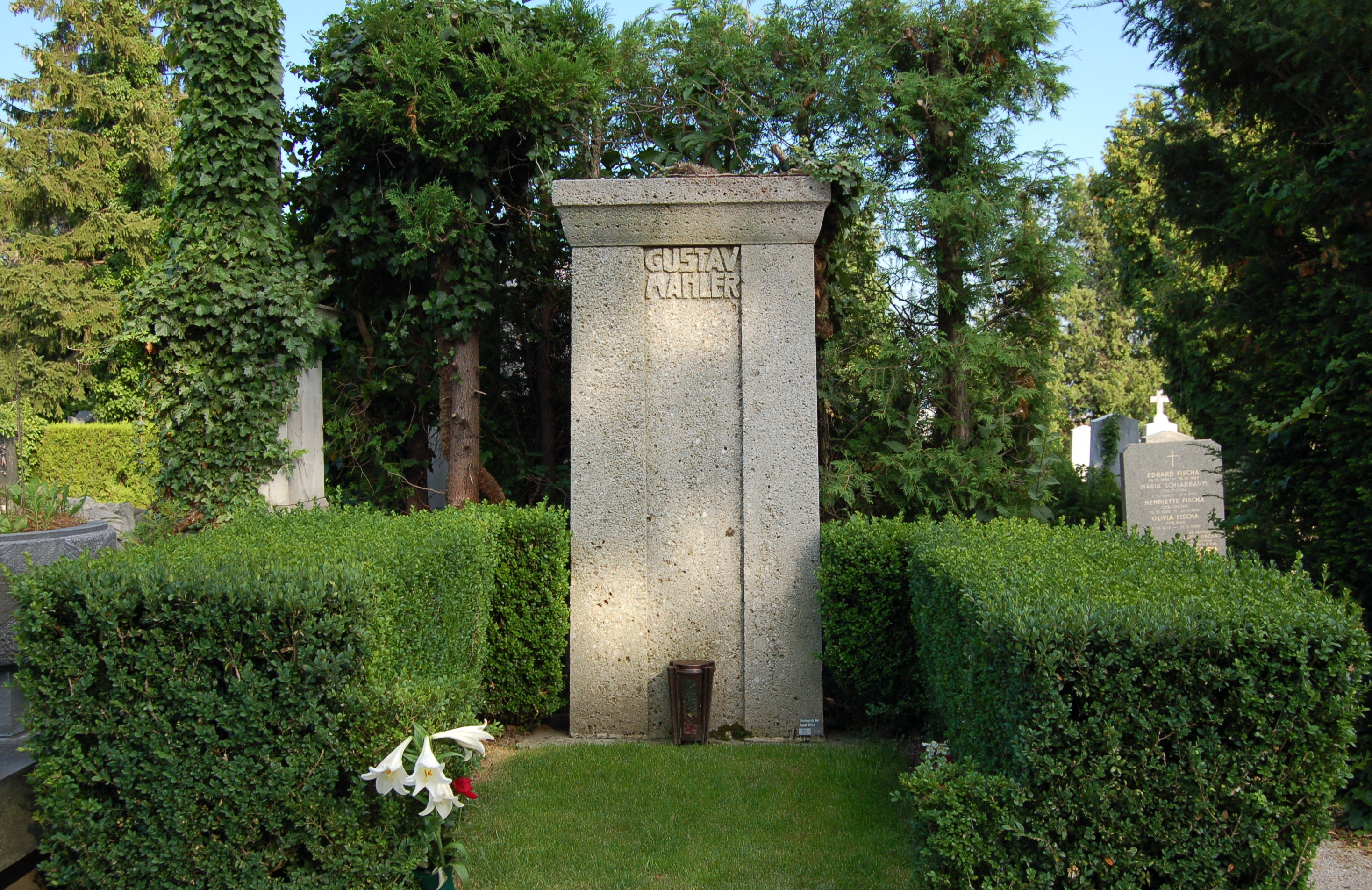
Tumba de Gustav Mahler en el cementerio de Grinzing, un distrito de Viena.

El New York Times informó de su muerte, calificándolo de «una de las grandes figuras musicales de su época», pero discutía sus sinfonías principalmente por la exagerada duración de su Segunda sinfonía de «dos horas y cuarenta minutos». En Londres, el obituario de The Times afirmaba que su forma de dirigir era «más lograda que la de cualquier hombre, excepto Richter» y que sus sinfonías eran «indudablemente interesantes en su unión de la riqueza orquestal moderna con la simplicidad melódica que con frecuencia se acercó a la banalidad», a pesar de que era demasiado pronto para juzgar su valía final.
Alma Mahler sobrevivió a su marido en más de cincuenta años y murió en 1964. Se casó con Walter Gropius en 1915, cinco años después se divorció y se casó con el escritor Franz Werfel en 1929. En 1940, publicó una memoria de sus años junto a Mahler, titulada Gustav Mahler: Recuerdos y cartas. Fue criticada por posteriores biógrafos por incompleta, selectiva e interesada, y por proporcionar una imagen distorsionada de la vida del compositor. La hija del compositor, Anna Mahler, se convirtió en una conocida escultora y falleció en 1988. La Sociedad International Gustav Mahler se fundó en Viena en 1955; Bruno Walter fue su primer presidente y Alma Mahler un miembro honorífico. La sociedad tenía como objetivo crear una edición completa crítica de las obras del compositor y conmemorar todos los aspectos de su vida. En la actualidad existen diversas sociedades dedicadas a la promoción de la vida y obra de Gustav Mahler, en México se fundó en 1965 justo en el aniversario de su nacimiento, la Sociedad Mahler México, la segunda en el mundo, fue presidida por Don Francisco Javier Arnaldo y Magaña, quien en 1972 fue ganador del gran premio de los 64 mil con el tema sobre la vida y obra del compositor.

## Obra

### Romanticismo tardío
Mahler fue un «romántico tardío» o postromántico, que forma parte de un ideal que puso a la música clásica austrogermana en un plano más alto que otros tipos, empleando su visión espiritual particular y su propia idea filosófica. Fue uno de los últimos destacados compositores de la línea que incluye, entre otros, a Beethoven, Schubert, Liszt, Wagner, Bruckner y Brahms. De estos antecedentes, Mahler incorporó muchos de los rasgos que caracterizarían su música. Así, de la Novena sinfonía de Beethoven tomó la idea de usar solistas y un coro en el género sinfónico. De Beethoven, Liszt y (a partir de una tradición musical diferente) Berlioz, proviene el concepto de escribir música con una narrativa inherente o «programa» y de ruptura con el formato tradicional de la sinfonía de cuatro movimientos. Los ejemplos de Wagner y Bruckner animaron a Mahler a ampliar la escala de sus obras sinfónicas más allá de los estándares aceptados anteriormente, para abarcar todo un mundo de sentimientos.
Algunos críticos mantienen que la asunción por parte de Mahler de diferentes estilos para adaptarse a diferentes expresiones de sentimiento significaba que carecía de un estilo propio. Cooke, por su parte, afirma que Mahler «compensó los préstamos a través de la impronta de su [propia] personalidad en prácticamente todas las notas» para producir música de «originalidad excepcional». El crítico musical Harold Schonberg ve la esencia de la música de Mahler en el tema de la lucha, en la tradición de Beethoven; sin embargo, para Schonberg, las luchas de Beethoven fueron las de «un héroe indomable y triunfal», mientras que las de Mahler son las de «un débil psíquico, un adolescente que se queja [...] disfrutando de su miseria, queriendo que todo el mundo vea cómo está sufriendo». Schonberg reconoce que la mayoría de las sinfonías contienen secciones en las que el Mahler «pensador profundo» es superado por el esplendor del Mahler músico. Para Burkholder, supo encontrar modos de profundizar en los elementos heredados y crear una música que era reconocible y asimismo radicalmente nueva. También considera que tanto Mahler como Johann Strauss hijo y Claude Debussy forman parte de esa primera generación de compositores modernos que buscaron un estilo personal asimilando lo útil del pasado, combinando algunos elementos del siglo XIX con las nuevas sensibilidades del siglo XX. Quizás por ello se ha convertido en una música tan popular para los oyentes.
El hecho de que estuviese firmemente asentado en la tradición anterior centroeuropea, no significa que estuviese acomodado a la escala wagneriana, sino que expresó una gran variedad de nuevas ideas musicales. Esta expansión de recursos es característica también de otros compositores de esta última fase romántica. Así, los vínculos con la tradición romántica no coartan la inventiva de Mahler apareciendo en su música momentos sumamente irracionales, decadentes o místicos donde se produce una revisión del lenguaje musical. En muchos aspectos, ello suponía el agotamiento del romanticismo, pero también supuso un referente para la nueva generación de músicos vieneses apasionadamente modernistas. Sirva como ejemplo su fuerte vinculación con Arnold Schönberg, que le dedicó su Tratado de armonía en 1911: «Este libro está dedicado a la memoria de Gustav Mahler. La dedicatoria [...] trataba de expresar la veneración que siento por sus inmortales composiciones, mostrando que tales obras, ignoradas por los músicos academicistas y a menudo despreciadas, son por el contrario adoradas por quien, quizás, no es del todo ignorante». Para Sadie, su enorme influencia en la generación posterior de compositores supuso la ampliación del marco de la sinfonía romántica.

### Tres periodos creativos
Deryck Cooke y otros analistas han dividido la producción del compositor de Mahler en tres fases distintas: un largo «primer periodo», que se extiende desde Das klagende Lied en 1880 hasta el final de la fase Des Knaben Wunderhorn en 1901; un «periodo medio» de composición más concentrada que finaliza con la marcha de Mahler a Nueva York en 1907; y un breve «último periodo» de obras elegíacas antes de su muerte en 1911.
Las principales obras del primer periodo son sus cuatro primeras sinfonías, el ciclo de canciones Lieder eines fahrenden Gesellen varias colecciones de canciones entre las que predominan las canciones Wunderhorn. En este periodo, las canciones y sinfonías están estrechamente relacionadas y las obras sinfónicas son programáticas. Inicialmente Mahler dio programas descriptivos completos a sus tres sinfonías, que más tarde rechazó. Ideó, pero no publicó, los títulos para cada uno de los movimientos de su Cuarta sinfonía. El crítico musical alemán Paul Bekker conjeturó de estos títulos un programa en el que la Muerte aparece en el Scherzo «en la amistosa y legendaria apariencia del violinista tentando a su rebaño a seguirlo fuera de este mundo».
El periodo medio cuenta con un tríptico de sinfonías puramente instrumentales (Quinta, Sexta y Séptima), los Rückert-Lieder y los Kindertotenlieder, dos arreglos finales de los Wunderhorn y, según la opinión de algunos, la última gran declaración afirmativa de Mahler, la coral Octava sinfonía. Cooke cree que la Octava se mantiene por sí misma, entre el periodo medio y el final. Mahler ya había abandonado todos los programas explícitos y títulos descriptivos; quería escribir música «absoluta» que hablara por sí misma. Cooke se refiere a «una nueva orquestación dura como el granito» en las sinfonías del periodo medio, mientras que las canciones perdieron la mayor parte de su carácter folclórico y dejó abandonar las sinfonías tan explícitamente como antes.
Las obras del breve período final —Das Lied von der Erde y las sinfonías Novena y Décima (incompleta)— son expresiones de la experiencia personal, como el propio compositor enfrentado a la muerte. Todas las piezas terminan en silencio, lo que significa que la aspiración ha dado paso a la resignación. Cooke considera estas obras como una deseada (que no es amarga) despedida a la vida. El compositor Alban Berg llama la Novena «la cosa más maravillosa que Mahler escribió jamás». Ninguna de estas últimas obras se representaron durante la vida del compositor.

### La voz en la orquesta
Excepto en sus obras de juventud, de las cuales pocas han sobrevivido, Mahler sólo compuso canciones y sinfonías con una interrelación compleja y cerrada entre ambos géneros. Donald Mitchell escribe que esta interacción es el telón de fondo contra el que toda la música del compositor puede ser considerado. La conexión inicial entre canción y sinfonía tuvo lugar con el ciclo de canciones Lieder eines fahrenden Gesellen y la Primera sinfonía. Aunque esta evidencia inicial de creación cruzada es importante, es durante la fase extendida del Wunderhorn, en la que compuso sus Segunda, Tercera y Cuarta sinfonías, cuando los géneros de la canción y la sinfonía se entremezclaron constantemente. Temas de la canción Wunderhorn «Das himmlische Leben» («La vida celestial»), compuesta en 1892, se convirtió en elemento clave en la Tercera sinfonía, completada en 1896; la canción por sí misma forma el «Finale» de la Cuarta (1900) y su melodía es central a toda la composición. Para la Segunda sinfonía, escrita entre 1888 y 1894, Mahler trabajó simultáneamente en las canciones Wunderhorn, «Des Antonius von Padua Fischpredigt» («El sermón de San Antonio de Padua a los peces») y en el «Scherzo» sobre la base de lo que se convirtió en el tercer movimiento de la sinfonía. Otro arreglo Wunderhorn de 1892, «Urlicht» («Luz fundamental»), se usa en el cuarto y penúltimo movimiento de la Segunda.
En sus periodos medio y último, la relación canción-sinfonía es menos directa. Sin embargo, el musicólogo Donald Mitchell señala las relaciones específicas entre las canciones del periodo medio y sus sinfonías contemporáneas —la segunda canción Kindertotenlieder y el «Adagietto» de la Primera sinfonía, la última canción Kindertotenlieder y el finale de la Sexta sinfonía. Su última obra emplea fuerzas vocales y orquestales, Das Lied von der Erde, es una sinfonía en todo excepto el nombre —Mitchell la categoriza como una «canción y sinfonía».
Son diez las sinfonías de su catálogo, si bien la última (Décima sinfonía) quedó inacabada a su muerte. De ellas, las números 2, 3, 4 y 8 —la que le concedió en vida el único sonado triunfo en su estreno— incluyen la voz humana, amplificando hasta extremas consecuencias el complejo modelo coral de Beethoven en la última parte de su Novena sinfonía.
También deben mencionarse las transcripciones para piano de sus obras (a cuatro manos y dos pianos). Bruno Walter hizo una para cuatro manos de la Segunda sinfonía; el pianista August Stradal realizó otra transcripción de la Quinta para dos pianos. De la misma forma, el pianista y musicólogo austríaco Erwin Ratz transcribió el «Adagio» de la Décima sinfonía para dos pianos.

### Estilo
La unión de canción y forma sinfónica en la música de Mahler es, desde el punto de vista de Cooke, orgánico. «Sus canciones florecen naturalmente en movimientos sinfónicos, teniendo ya molde sinfónico».
Para Sibelius, Mahler expresaba la creencia de que «la sinfonía debe ser como el mundo. Debe abarcarlo todo». Fiel a esta creencia, Mahler obtuvo material de diversas fuentes para sus canciones y obras sinfónicas: cantos de pájaros y cencerros de vaca para evocar la naturaleza y el campo, fanfarria de clarines, melodías callejeras y danzas nacionales para recordar el mundo perdido de su infancia. Los problemas de la vida se representan en estados de ánimo extremos: el anhelo de realización personal lo interpreta por el incremento de melodías y armonías cromáticas, mientras que el sufrimiento y la desesperación son representados musicalmente por medio de la disonancia, la distorsión y lo grotesco. Además una de las particularidades de Mahler: la intrusión de la banalidad y el absurdo en momentos de profunda seriedad. Por ejemplo en el segundo movimiento de la Quinta sinfonía, cuando una melodía popular trivial de repente corta una solemne marcha fúnebre. La melodía trivial pronto cambia su carácter y de pronto se perfila como una de las majestuosas corales de Bruckner que Mahler utiliza para significar la esperanza y la resolución de conflictos. El propio Mahler reconoce esta idiosincrasia en su obra, denominando al Scherzo de la Tercera sinfonía «la más absurda y al mismo tiempo, más trágica pieza que jamás haya existido... Es como si toda la naturaleza estuviera haciendo muecas y sacando la lengua».
Cooke afirma que los múltiples estados de ánimo musicales los consigue por medio de una «increíble orquestación» de Mahler que, desde su punto de vista, desafía el análisis: «habla por sí mismo». Franklin lista las características específicas que son básicas en el estilo de Mahler: extremos de volumen, el uso de conjuntos fuera del escenario, arreglos poco convencionales para el elenco orquestal, frecuentes recursos de música popular y formas de danza tales como el ländler y el vals. El musicólogo Vladimír Karbusický mantiene que las raíces judías del compositor tuvo posteriores efectos en su producción creativa; estable con exactitud la parte central del tercer movimiento de la Primera sinfonía como la música más característicamente «Yidis» en la obra del compositor. El periodista y compositor checo Max Brod también ha identificado melodías y ritmos judíos en la música de Mahler.
Un mecanismo técnico muy usado por Mahler es el de la «tonalidad progresiva», que Deryck Cooke describe como «el procedimiento de resolver el conflicto sinfónico en una tonalidad diferente a la que empezó» y que es usada con frecuencia «para simbolizar la gradual ascendencia de un valor de progreso desde una tonalidad a otra durante el desarrollo de una sinfonía». Esta técnica fue usada también por su contemporáneo Carl Nielsen. La primera vez que Mahler usó este recurso fue en una de sus primeras canciones, «Erinnerung» («Memoria»), y posteriormente fue usado de forma libre en sus sinfonías. Por ejemplo, la tonalidad predominante de la Primera sinfonía es re mayor; al comienzo del «Finale» el movimiento «conflicto», la tonalidad cambia a fa menor y sólo después de una larga batalla regresa a re, cerca del final. La Segunda sinfonía comienza en do menor y acaba en mi♭. Los movimientos de la Quinta sinfonía progresa sucesivamente desde do♯ menor a la menor, luego re mayor, fa mayor y, finalmente, re mayor. La Sexta sinfonía, inusualmente para Mahler, comienza y termina en la misma tonalidad, la menor, significando que en este caso el conflicto no está resuelto.

### Como director de orquesta

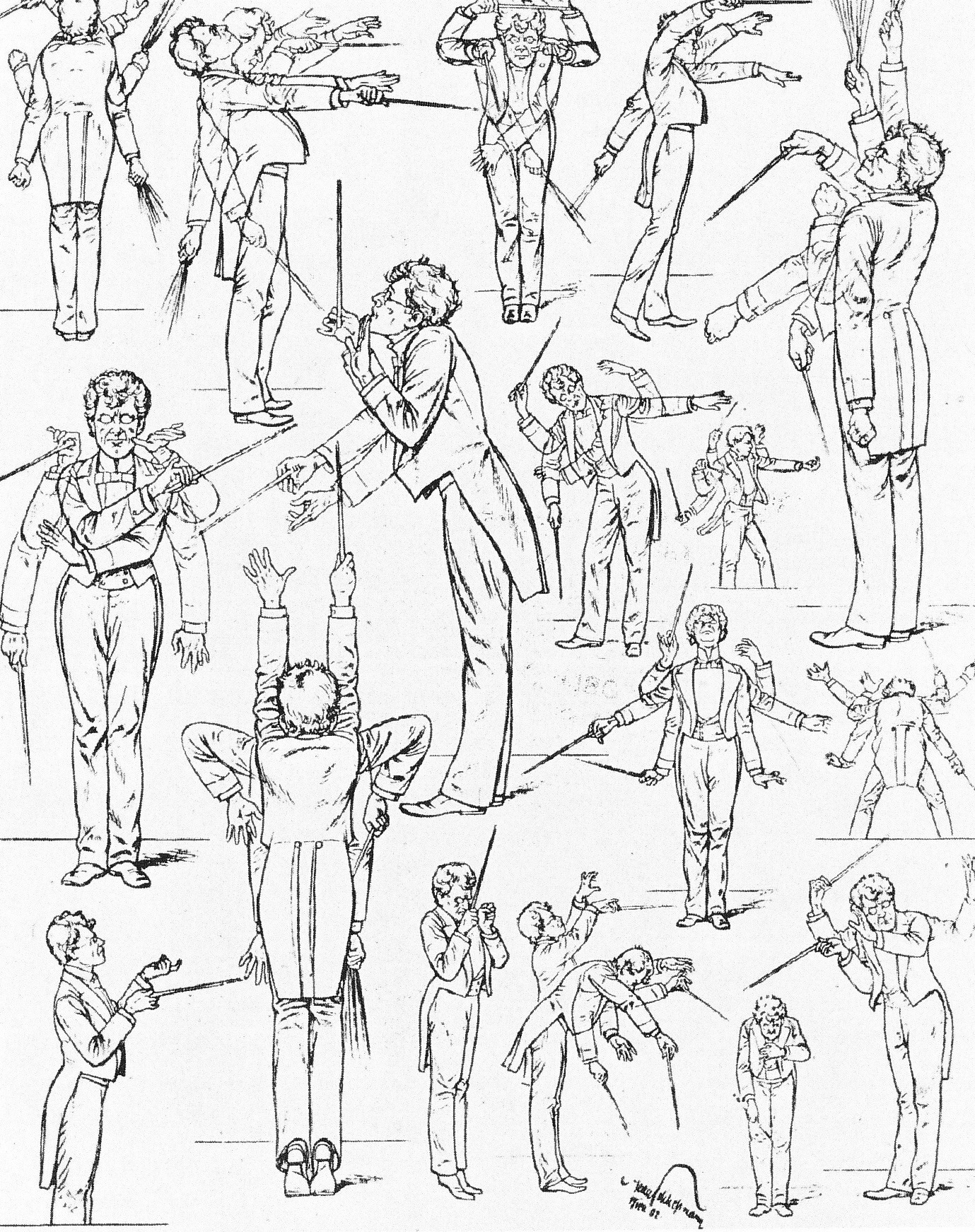
Caricatura de 1901 de la revista humorística Fliegende Blätter del estilo de dirigir de Mahler.

Durante su vida, Mahler tuvo un amplio reconocimiento por su faceta como director de orquesta, principalmente durante su periodo al mando de la orquesta del Hofoper, entre 1897 y 1907. Dicho reconocimiento superó incluso al obtenido por su labor como compositor, debido a la falta de comprensión por parte del público que sufrieron sus obras.
El objetivo de Mahler era conseguir la unidad total de la representación, en la que tanto la partitura como la escena se influían de forma recíproca. Mahler se dio cuenta de que no era suficiente la fusión entre acción dramática y música para conseguir su ansiada unidad, ya que tanto la decoración, como el vestuario y la iluminación también debían alcanzar un grado de perfección similar. Trabajó con el pintor Alfred Roller con el objetivo de conseguir ese ideal de unidad en las representaciones operísticas. Hasta ese momento, la práctica habitual era mostrar la decoración, el vestuario y la iluminación como un vehículo para satisfacer a un público medianamente culto y que servía como complemento al conjunto de la representación. La iluminación fue más eficaz debido a la introducción de decorados con tres dimensiones, a la vez que era parte fundamental de la representación como elemento capaz de aumentar la potencia de sugestión del drama y de la música.
Uno de los rasgos más criticados de su labor como director fueron los retoques que solía realizar a la instrumentación de las obras de otros compositores, dado el carácter experimental de dichos cambios. En sus arreglos usaba su amplio conocimiento de todos los recursos que le brindaba la orquesta moderna. Esta práctica fue posteriormente bien recibida, aunque había disparidad de opiniones sobre la forma en que tenían que realizarse. En algunas ocasiones, Mahler fue acusado por la arbitrariedad de sus representaciones, dada la gran diferencia existente entre sus interpretaciones y las que el público había presenciado hasta ese momento. En opinión de Bruno Walter, carecían de ella.
Durante sus primeros años en Viena, al igual que durante su etapa en Hamburgo, sus movimientos al dirigir eran «fogosos y violentos», se agitaba continuamente, tenía una gran movilidad y dirigía siempre sentado. Sin embargo, sus gestos y movimientos no eran excesivos ni superfluos, sino que más bien parecían «una especie de conjunto fanático», en palabras de Walter. Esa gesticulación provocó que Mahler fuera objeto de numerosas caricaturas en diversas publicaciones de la época. Fue depurando su estilo con el paso de los años y gradualmente sus gestos se convirtieron en más sobrios. Su técnica se «espiritualizó» y consiguió tal grado de concentración que pudo combinar la fuerza y la precisión en una forma de dirigir en apariencia muy simple y sin apenas mover el resto del cuerpo. Una mirada o un breve gesto eran suficientes para que tanto intérpretes como cantantes lo obedecieran sin necesidad de recurrir a la excesiva gesticulación que antes le caracterizaba. En sus últimos años en el Hofoper se mostraba extremadamente calmado, aunque sin restar intensidad a la expresión.
Los enfrentamientos con los cantantes y miembros de la orquesta fueron habituales, debido a la «brusca impulsividad» en la forma de dirigir de Mahler y a su estilo histriónico y dictatorial. Entre ellos, despertaba una «ferviente admiración» y rechazo a partes iguales. Era más exigente cuando trabajaba con artistas mejor dotados y cuando eran menos talentosos solía emplear métodos más suaves para obtener lo mejor de ellos. En los ensayos, Mahler no se regía por normas fijas sino que se guiaba por su intuición e instinto.
Solía representar obras de compositores entre los que se encontraban Richard Wagner, Ludwig van Beethoven, Franz Schubert, Johann Strauss, Piotr Ilich Chaikovski, Wolfgang Amadeus Mozart o Felix Mendelssohn. También dirigió ocasionalmente óperas de Bedřich Smetana y la Canción Heroica de Antonín Dvořák.

## Legado

### Consolidación en el repertorio

#### Primeras respuestas (1889-1911)

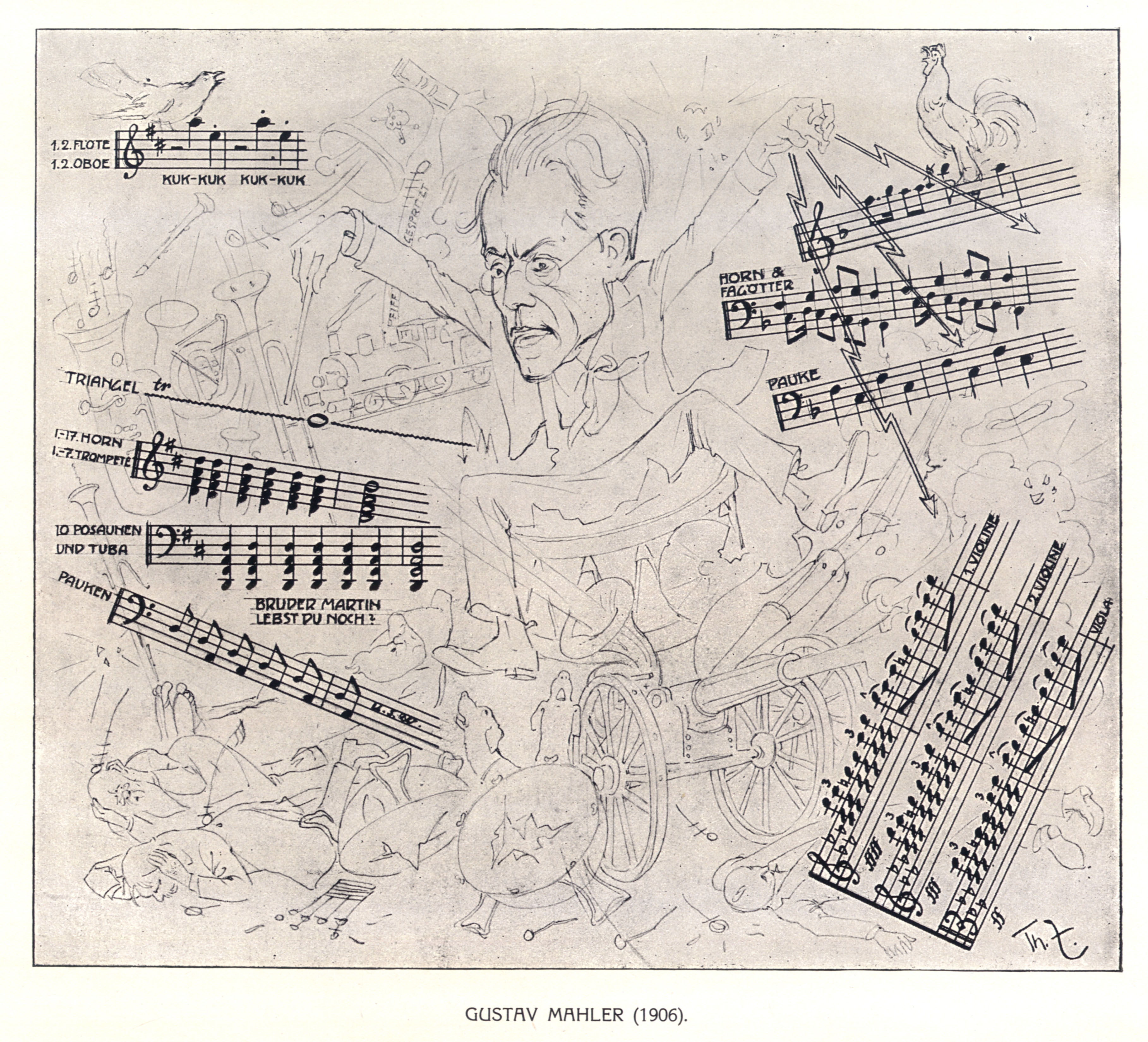
Boceto de la caricatura realizada por Theo Zasche «Gustav Mahler dirige su Sinfonía n.º 1 en re mayor», que fue publicada por primera vez en Edición Especial Ilustrada de Viena el 25 de noviembre de 1900.

Guido Adler, amigo de Mahler, calculó que a la muerte del compositor en 1911 había habido más de 260 representaciones de sus sinfonías en Europa, Rusia y Estados Unidos, siendo la Cuarta sinfonía la representada con mayor frecuencia con 61 actuaciones (Adler no enumeró las representaciones de las canciones). Durante su vida, las obras de Mahler y sus representaciones atrajeron un gran interés pero rara vez tuvieron una aprobación sin reservas. En los años posteriores a su estreno en 1889 los críticos y el público lucharon por entender la Primera sinfonía, descrita por uno de los críticos después de una representación en Dresde en 1898 como «la más aburrida obra [sinfónica] que la nueva época ha producido». La Segunda sinfonía tuvo una acogida más positiva, un crítico la denominó «la obra más magistral de este tipo desde Mendelssohn». Tales elogios generosos fueron un hecho extraño, particularmente después de su llegada a la dirección del Hofoper de Viena. Sus numerosos enemigos en la ciudad usaron a la prensa antisemita y conservadora para denigrar casi cada representación de las obras de Mahler. Por ello, la Tercera sinfonía, un éxito en Krefeld en 1902, fue tratada en Viena con desprecio crítico: «Cualquiera que haya cometido un hecho así merece un par de años de cárcel».
La respuesta habitual a las nuevas sinfonías de Mahler era una mezcla de entusiasmo, consternación y desprecio crítico, aunque las canciones fueron mejor recibidas. Después de que su Cuarta y Quinta sinfonías no consiguieran la aprobación del público en general, Mahler estaba convencido de que su Sexta sinfonía tendría éxito finalmente. Sin embargo, su aceptación estuvo dominada por los comentarios satíricos sobre los efectos de percusión poco convencional de Mahler —el uso de un mazo de madera, varillas de abedul y un bombo cuadrado enorme. El crítico vienés Heinrich Reinhardt desestimó la sinfonía como «¡Metal, mucho metal, increíblemente mucho metal! ¡Incluso más metal, nada pero metal!». La única representación que fue un triunfo rotundo mientras Mahler vivió fue el estreno de la Octava sinfonía en Múnich el 12 de septiembre de 1910, anunciada por sus promotores como «Sinfonía de los Mil». Cuando finalizó, hubo aplausos y ovaciones durante media hora.

#### Abandono relativo (1911-1950)

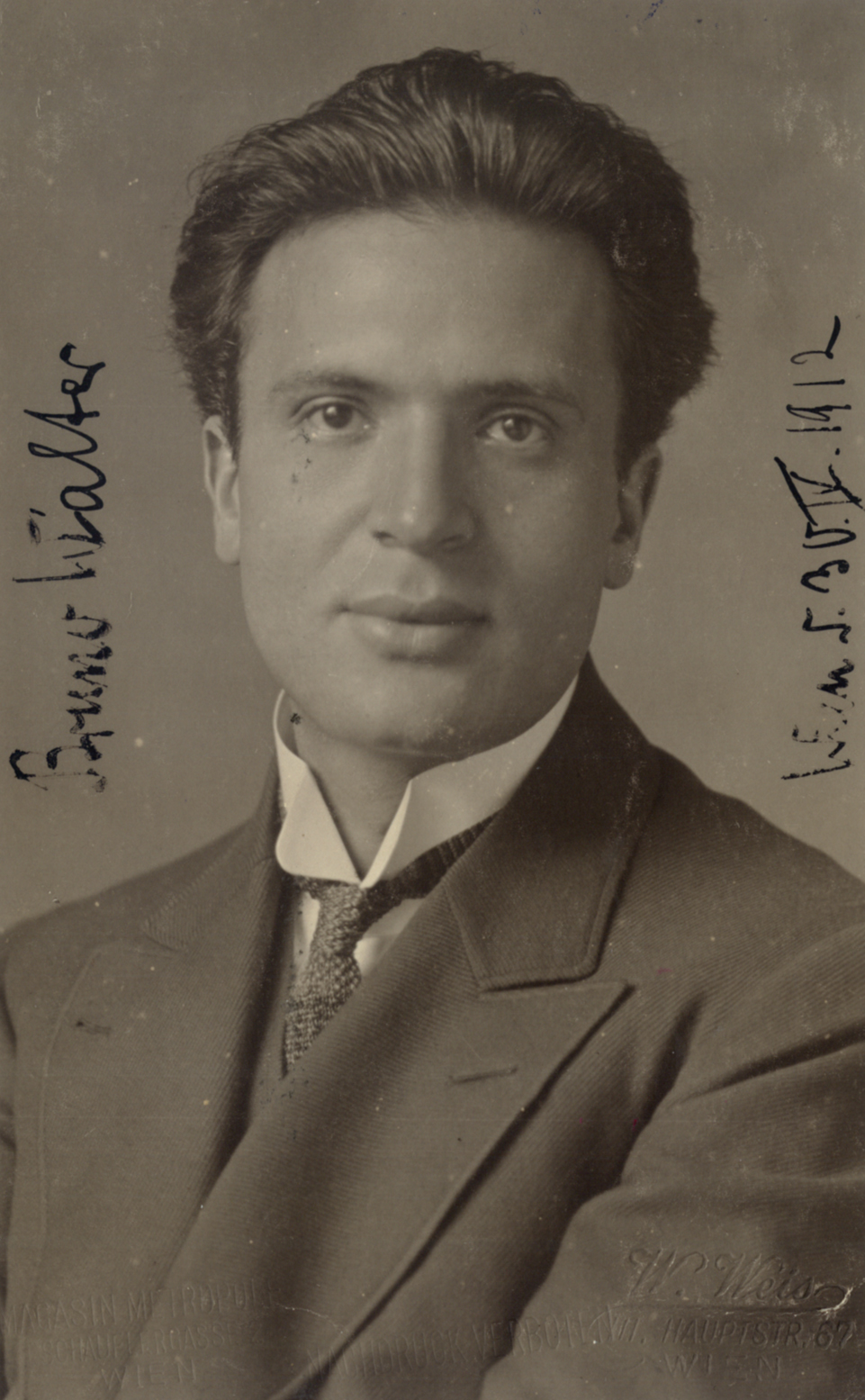
Bruno Walter contribuyó al resurgimiento de la figura de Mahler en Austria entre 1934 y 1938.

Las representaciones de las obras de Mahler fueron cada vez menos frecuentes después de su muerte. En los Países Bajos, el apoyo de Willem Mengelberg aseguró que Mahler se mantuviera popular allí y el compromiso de Mengelberg con la Filarmónica de Nueva York desde 1922 hasta 1928 llevó las obras del compositor regularmente al público estadounidense. Sin embargo, muchas reacciones críticas estadounidenses fueron negativas en la década de 1920, a pesar del enérgico esfuerzo del joven compositor Aaron Copland por presentar a Mahler como progresista, treinta años adelantado a su tiempo e infinitamente más original que Richard Strauss. Anteriormente, en 1916, Leopold Stokowski había realizado el estreno estadounidense de la Octava sinfonía y Das Lied von der Erde en Filadelfia. La representación de la Octava fue un éxito sensacional que llevó a la obra inmediatamente a Nueva York, donde fue un nuevo triunfo. En Inglaterra, la Hallé Orchestra llevó Das Lied y la Novena sinfonía a Manchester en 1931; Henry Wood escenificó la Octava en Londres en 1930 y otra vez en 1938 cuando el joven Benjamin Britten encontró la representación «execrable» pero, sin embargo, quedó impresionado por la música. En general, durante este periodo los críticos británicos trataron a Mahler con condescendencia y débiles elogios. Así Dyneley Hussey escribió en 1934 que aunque «las canciones de niños» eran estupendas, las sinfonías se debían dejar pasar. El compositor y director Julius Harrison describió las sinfonías de Mahler como «interesantes a veces pero trabajosamente elaboradas» y como con falta de chispa creativa. George Bernard Shaw, en su faceta como crítico musical, pensaba que el público musical de la década de 1930 encontraba a Mahler (y Bruckner) «una cara segunda clase».
Antes de que la música de Mahler fuera prohibida por «degenerada» durante la época nazi, las sinfonías y canciones fueron interpretadas en las salas de conciertos de Alemania y Austria, con frecuencia dirigidas por Bruno Walter y el joven asistente de Mahler Otto Klemperer y Willem Mengelberg. En Austria, las obras de Mahler experimentaron un breve resurgir entre 1934 y 1938, un periodo conocido como «Austrofascismo», cuando el régimen autoritario con la ayuda de Alma Mahler y Bruno Walter, ambos en términos amistosos con el nuevo canciller Kurt Schuschnigg, trataron de hacer de Mahler un icono nacional (con un estatus comparable al de Wagner en Alemania). La música de Mahler fue representada durante la época nazi en Berlín a comienzos de 1941 y en Ámsterdam durante la ocupación alemana de los Países Bajos por orquestas judías y sólo para público judío; entre las obras representadas se incluían la Segunda sinfonía (Berlín), la Primera y Cuarta sinfonías y las Lieder eines fahrenden Gesellen (Ámsterdam).

#### Renacimiento moderno
Según el compositor estadounidense David Schiff, su compatriota Leonard Bernstein solía insinuar que él había rescatado sin ayuda a Mahler del olvido en 1960, después de 50 años de abandono. Schiff apunta que tal olvido fue sólo relativo —mucho menor que el desprecio a Bach en los años después de su muerte. Aunque Bernstein dio mayor impulso al renacimiento de Mahler, este estaba bien avanzado antes de 1960, sostenido por directores como Stokowski, Dimitri Mitropoulos, John Barbirolli, Maurice Abravanel y por Aaron Copland.
Deryck Cooke sostiene que la popularidad de Mahler se intensificó cuando surgió una nueva generación de amantes de su música después de la Segunda Guerra Mundial, no contaminada por «las anticuadas polémicas de antirromanticismo», que habían afectado a la reputación de Mahler en los años del período de entreguerras. En esta época más liberada, el entusiasmo por Mahler se amplió incluso a lugares como España, Francia o Italia, que durante mucho tiempo se resistieron a él. La explicación de Robert Carr sobre el renacimiento de Mahler en 1950 es más simple, ya que afirma que «fueron las grabaciones de larga duración [en la década de 1950] en lugar del Zeitgeist, que hizo posible un amplio avance. Las obras de Mahler fueron accesible y repetible en casa». En los años siguientes a su centenario en 1960, Mahler se convirtió rápidamente en uno de los compositores más interpretados y grabados y ha permanecido así. En Gran Bretaña y otros países, señala Carr, las interpretaciones y grabaciones de Mahler han sustituido una relativa hambruna por un exceso de oferta, lo que ha provocado problemas de exceso de familiaridad. Harold Schonberg comenta que «es difícil pensar en un compositor que despierte tal lealtad», y agrega que «una respuesta de cualquier cosa por debajo del elogio de las sinfonías de Mahler traerá [al crítico] largas cartas furiosas de denuncia».
En una carta a Alma con fecha del 16 de febrero de 1902, Mahler escribió, en referencia a Richard Strauss: «mis días vendrán cuando los suyos hayan terminado. ¡Si pudiera vivir para verlo, contigo a mi lado!». Carr observa que podría ser concebible que Mahler viviera para ver «su día»; su casi contemporáneo Richard Strauss sobrevivió hasta 1949, mientras que Sibelius, sólo cinco años más joven que Mahler, falleció en 1957.
Aparte de la integral de Bernstein otras tres se impusieron en los años setenta como referencias en las interpretaciones del compositor. La primera fue de Rafael Kubelík al frente de la Orquesta Sinfónica de la Radio de Baviera, que después fue mejorada por el propio director en grabaciones de interpretaciones en vivo en los años ochenta y que continúa siendo una de las mayores referencias grabadas. Otra fue la de Sir Georg Solti con la Orquesta Sinfónica de Chicago, con interpretaciones de estilo muy wagneriano, que gozaran de un gran aprecio por parte de los oyentes. Y finalmente la de Bernard Haitink con su Orquesta del Concertgebouw que también han quedado como unas interpretaciones de referencia por su fidelidad al espíritu del compositor, especialidad de la orquesta, y la brillantez inigualable de las versiones de Haitink.
Después, en los años finales del siglo XX llegaron otras integrales de referencia. Son las de Claudio Abbado, Lorin Maazel y Gary Bertini. La de Abbado con la Filarmónica de Berlín, de la que era titular en esos años, es una integral que busca la perfección formal y se basa en la gran calidad interpretativa de la orquesta, pero estilísticamente no es muy cercana al compositor. Posteriormente, en sus últimos años, Abbado consiguió una integral en directo con la Orquesta del Festival de Lucerna que supera a la anterior y que tiene un aire crepuscular mucho más afín al compositor. Estas versiones se han convertido en la gran referencia reciente de la interpretación de estas obras.
Las versiones de Lorin Maazel con la Orquesta Filarmónica de Viena tienen la fuerza característica del director, que entiende muy bien la alambicada estructura de estas obras y las explica al oyente como grandes relatos musicales, con una tensión que no disminuye en ningún momento. Es una visión próxima a la de Solti que permanece por la gran solidez de sus planteamientos musicales.
La integral de Gary Bertini con la Orquesta Sinfónica de la Radio de Colonia representa una aproximación estilísticamente irreprochable y unas versiones impecablemente canónicas de las sinfonías y La Canción de la Tierra.
Ya en el siglo XX, Pierre Boulez grabó casi una integral de las obras orquestales de Mahler, fundamentalmente con la Orquesta Filarmónica de Viena y sus interpretaciones son analíticas y distantes, presentando la música con claridad y sin apasionamiento. Así facilita la comprensión por parte del oyente, que puede entender y sentir lo que el compositor quería transmitir. El resultado son unas interpretaciones originales, que muestran la grandeza de las obras en su conjunto, como una construcción única, sin resaltar detalles secundarios. Boulez decía al respecto: «Mahler quiso extender los límites de la sinfonía hasta su desaparición. O contar grandes novelas, como si fueran obras de Balzac, de Joyce o de Thomas Mann. Con esa idea los arma y los destruye al tiempo.»

### Influencias en compositores posteriores

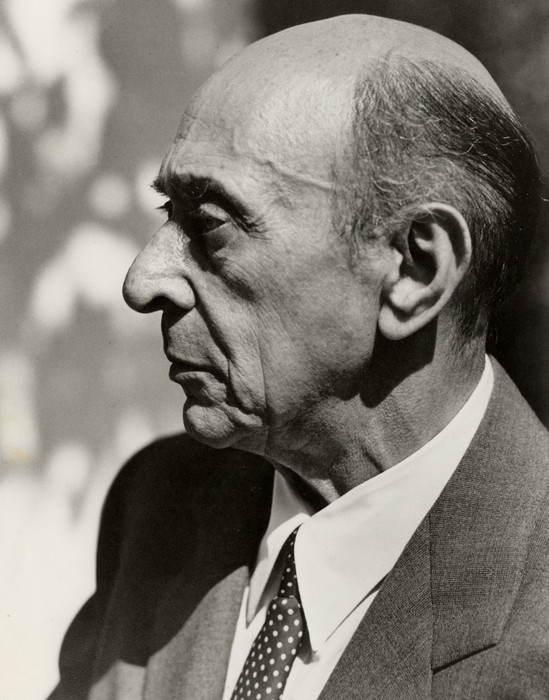
La música de Mahler influyó en su discípulo Arnold Schönberg, fundador de la Segunda Escuela de Viena. Mahler fue un feroz defensor de la originalidad de la música de su alumno.

Donald Mitchell escribe que la influencia de Mahler en posteriores generaciones de compositores es «un tema completo en sí mismo». Los primeros discípulos de Mahler, incluido Arnold Schönberg y sus alumnos Alban Berg y Anton Webern, fundaron la Segunda Escuela de Viena. La música de Mahler influyó el movimiento del trío desde el tonalismo progresivo a la atonalidad (música sin una tonalidad); aunque Mahler rechazó el atonalismo, se convirtió en un feroz defensor de la originalidad audaz de la obra de Schönberg. En el estreno del Primer cuarteto de cuerdas de este último en febrero de 1907, se informó de que Mahler se abstuvo de atacar físicamente a los provocadores que interrumpían la audición. Tanto la Serenata op. 24 (1923) de Schönberg, como Tres piezas para orquesta (1915) de Berg y Seis Piezas (1928) de Webern tienen ecos de la Séptima sinfonía de Mahler.
Entre otros compositores cuya obra tiene influencia de Mahler, Mitchell lista al estadounidense Aaron Copland, al compositor alemán de canciones y teatro Kurt Weill, al italiano Luciano Berio, al ruso Dmitri Shostakóvich y al británico Benjamin Britten. En una entrevista de 1989, el pianista y director Vladímir Áshkenazi afirmó que la conexión entre Mahler y Shostakóvich fue «muy fuerte y evidente». Sus músicas representaron «el individuo contra los vicios del mundo». Mitchell destaca de Britten el «maravillosamente entusiasta, libre e independiente escrito por el viento en ... el primer movimiento de la Sinfonía para violonchelo de 1963 [que] pertenece claramente a la orden de la transparencia y la emancipación deslumbrante instrumental a la que Mahler contribuyó en gran medida». Mitchell concluye con la afirmación: «Incluso cuando su propia música no sobreviviera, Mahler gozaría de una inmortalidad sustancial en la música de estos sucesores preeminentes que han abrazado su arte y asimilado sus técnicas».

## Órdenes
- Caballero de tercera clase de la Orden imperial de la Corona de Hierro (Imperio austrohúngaro).[183][184]
- Comendador de la Orden de Carlos III (Reino de España, 1906)[183][184]
- Comendador de segunda clase de la Orden de Alberto (Reino de Sajonia).[183][184]
- Comendador de segunda clase de la Orden de Vasa (Reino de Suecia).[183][184]
- Oficial de la Orden del Grifón (Gran Ducado de Mecklemburgo-Schwerin).[183][184]
- Caballero de segunda clase de la Orden de la Corona de Prusia (Reino de Prusia).[183][184]
- Caballero de tercera clase de la Orden de San Miguel de Baviera (Reino de Baviera).[183][184]